# Guerra dei trent'anni (fase svedese)
La fase svedese (1630-1635) è la terza fase in cui si è soliti dividere la guerra dei trent'anni. È indicata anche col nome di intervento svedese nella guerra dei trent'anni.
Viene chiamata così per il ruolo assunto dalla nazione scandinava e dal suo re Gustavo II Adolfo; la principale caratteristica di questa fase del conflitto consiste nell'internazionalizzazione delle vicende politiche e belliche e in un declino progressivo del carattere confessionale della guerra, verso una concezione degli scontri basata sull'egemonia delle diverse potenze.
Mentre infatti nelle precedenti fasi i contendenti erano quasi tutti facenti parte dell'area del Sacro Romano Impero, con l'eccezione della Danimarca e della Spagna, che comunque erano inserite nelle vicende politiche tedesche, nel 1630 si assistette all'entrata in campo della Svezia, che avrebbe portato ad un allargamento e ad un'intensificazione del conflitto, conducendo alla fine al coinvolgimento della Francia e ad un conflitto di dimensioni europee (vedi fase francese, 1635-1648).

## Antefatto e contesto bellico della Svezia
Re Gustavo II Adolfo di Svezia aveva seguito da vicino lo scoppio della Guerra dei Trent'anni, ma sapeva di non poter intervenire direttamente nel conflitto per i suoi costanti contrasti con la Polonia, dovuti al fatto che la casata reale polacca, i Vasa, vantavano dei diritti sul trono svedese che un tempo avevano occupato. Ad ogni modo, quando Sigismondo III Vasa venne eletto dai nobili della confederazione polacco-lituana quale loro sovrano, venne costretto ad abbandonare la fede protestante e convertirsi al cattolicesimo per ereditare quella corona. I diritti di Sigismondo al trono svedese vennero sempre più contestati dal momento che la riforma era la prima religione in Svezia ed egli continuava a dare pubblicamente il proprio supporto alla causa della controriforma. Dopo la sconfitta di Sigismondo nella battaglia di Stångebro, la nobiltà svedese gli chiese di tornare a governare la Svezia dalla sua capitale e non più dalla Polonia. Malgrado le richieste, Sigismondo rimase nella capitale polacca, Varsavia, e venne quindi deposto dal trono svedese nel 1599.

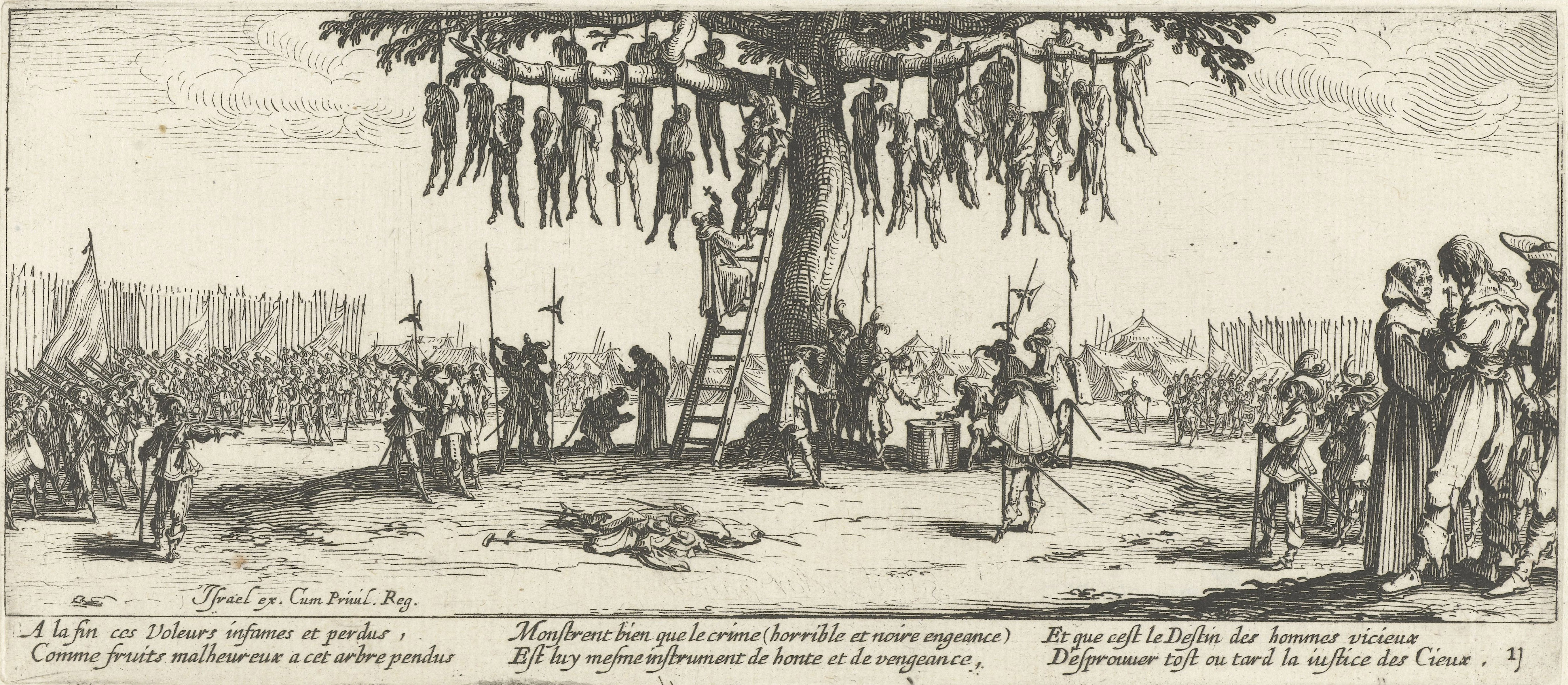
Una rappresentazione artistica delle atrocità commesse in Germania durante la guerra

Il padre di Gustavo Adolfo, Carlo IX di Svezia - zio di Sigismondo - anch'egli un Vasa, ottenne il trono, principalmente perché egli si era distinto come ardente luterano. Poco dopo, la Svezia entrò in guerra con il regno di Danimarca-Norvegia e con l'impero russo. Sigismondo III, dal canto suo, non aveva mai rinunciato al trono svedese e per molti anni diresse la politica estera polacca col solo intento di riconquistare il trono di cui era stato privato. Pertanto all'epoca della Guerra dei Trent'anni la Svezia appariva ancora pressata ai suoi confini.
Carlo IX morì nel 1611 senza che la Svezia durante i suoi sei anni di regno avesse raggiunto conclusioni accettabili nel conflitto. All'età di 17 anni, Gustavo ottenne una dispensa speciale per assumere la corona svedese, ereditando con essa anche i conflitti del padre.
La posizione di un re minorenne al trono di Svezia fece sì che molte altre potenze ponessero le loro ambizioni di conquista sulla Svezia. Ad ogni modo Gustavo Adolfo era entrato nell'esercito svedese all'età di 11 anni e sapeva bene come reggere il trono di suo padre in quanto in quello stesso anno aveva iniziato ad essere formato come principe ereditario e suo padre, saggiamente, gli aveva concesso di presenziare ai consigli di stato al suo fianco.
Dal 1613 Gustavo Adolfo riuscì a scacciare i danesi dal conflitto dopo che questi erano sbarcati a poche miglia dalla capitale svedese. Dal 1617 costrinse la Russia a uscire pure dal conflitto, cedendo dei territori alla Svezia.
Gustavo dal canto suo si accordò anche con Sigismondo per una tregua a cui quest'ultimo si vide praticamente obbligato a causa di problemi di ordine interno alla Polonia.

### Le riforme militari
Questo periodo di pace con la Polonia conferì notevoli benefici alla Svezia, elementi che Gustavo Adolfo impiegò saggiamente. Egli inaugurò un sistema militare che si basava sulla presenza di un codice. Le migliorie che egli apportò all'esercito svedese vennero rese possibili solo grazie a cambiamenti radicali nell'economia nazionale. Le riforme militari - tra cui quella della disciplina – portarono l'esercito svedese ai massimi livelli di preparazione per porsi al medesimo livello dei principali eserciti europei. Il codice incitava soldati e ufficiali svedesi ad una sostanziale frugalità: sul campo di battaglia era vietato l'uso di oggetti o dettagli d'armatura in oro o argento e nemmeno la tenda del re, per sua esplicita volontà, ne fu esente. Tutti i soldati che fossero stati sorpresi a depredare sarebbero stati sottoposti a corte marziale e giustiziati mentre vennero aboliti il nepotismo e ogni sorta di favoritismo.. Inoltre, il sistema di rifornimenti di cibo e munizioni venne migliorato. Venne ridotto quindi fortemente anche il peso del bagaglio di ogni soldato così da rendere più snelli i movimenti senza affaticare i militari.
Tra le altre riforme, ogni reggimento venne dotato di un proprio cappellano che aveva il compito di badare alle necessità spirituali degli uomini e preparare accuratamente con preghiere ogni battaglia da combattere.
Venne inoltre introdotta la decimazione per quei reggimenti dove si fosse verificato un crimine senza che fosse stato trovato il colpevole. La violenza verso le donne era punita con la morte. Le prostitute erano strettamente bandite dal campo, in particolare durante la campagna militare in Germania, in quanto molte di loro si alternavano tra i due accampamenti, col rischio di rivelare segreti o posizioni. Il duello venne proibito.
Accanto all'antica nobiltà per tradizione, venne creata una nuova nobiltà nata proprio dai principali ranghi dell'esercito svedese, introducendo quindi un'alternativa alla nobiltà feudale e terriera, basata unicamente sul merito personale e sulla fedeltà dimostrata al monarca e non sulla propria ricchezza. La Svezia riuscì a centralizzare il proprio potere, contrariamente alla Polonia dell'epoca che pure tentò di imitare simili riforme.
Il corpo dei genieri nell'esercito svedese era il più moderno dell'epoca, in particolare per la natura elaborata del proprio equipaggiamento. Oltre ad un corpo speciale di minatori vi erano pontieri e scavatori specializzati oltre ad un corpo di staff e di coordinamento.

### Lo scoppio della guerra con la Polonia
La famiglia reale svedese vantava delle pretese sulla Lituania, la cui legalità era ad ogni modo messa in dubbio da alcune potenze europee dal momento che in più occasioni la scusa di questi territori era stata utilizzata per giustificare l'acquisizione di ulteriori territori fuori dai confini svedesi. Sul finire del XVII secolo, Luigi XIV di Francia stesso aveva fondato una "Camera di riunione" per determinare quali territori posseduti dalla Francia (anche in epoca medievale) dovessero appartenerle legalmente. Utilizzando un pretesto simile, la Svezia invase la Polonia. Sigismondo dal canto suo reclamava come proprio il trono svedese; egli era ad ogni modo sostenuto da diversi stati sul continente che erano evidentemente intenzionati a piegare la nascente potenza protestante della Svezia. Tra i principali sponsor di Sigismondo vi era indubbiamente Filippo III di Spagna e Ferdinando II del Sacro Romano Impero che erano a lui legati anche da legami matrimoniali, oltre al fatto di essere entrambi a capo delle principali nazioni cattoliche d'Europa. Attraverso degli ambasciatori, Sigismondo riuscì ad ottenere dal governo di Filippo II l'embargo nei confronti delle navi svedesi nei porti spagnoli. Inoltre, la corona svedese era alleata come potenza protestante alla Repubblica delle Sette Province Unite, acerrima nemica della Spagna dell'epoca.
Di fronte a questi fatti, ad ogni modo, fu inevitabile lo scoppio di una guerra tra Svezia e Polonia quando appena fuori dalla città di Riga (all'epoca di proprietà della Polonia) si schierarono 158 navi svedesi che mossero assedio alla città con gli uomini che portavano a bordo.. La città stessa non si dimostrava favorevole ai polacchi, dal momento che non era popolata da cattolici bensì da protestanti. Sigismondo fu distratto nel contempo dal confine meridionale della Polonia dove l'Impero ottomano stava compiendo una serie di incursioni nel suo regno. Dopo appena quattro settimane, la guarnigione di Riga si arrese agli svedesi.
Il re di Svezia iniziò quindi a marciare verso la Polonia e Sigismondo propose un'altra pace: quest'ultimo non disponeva le risorse necessarie per gestire simultaneamente due guerre su due fronti diversi a nord e a sud del suo regno. Sigismondo si accordò perché la Livonia passasse alla Svezia in cambio della pacificazione. Accettati questi termini, Gustavo Adolfo fece ritorno a Stoccolma nel 1621.
Gustavo ad ogni modo non aveva nessuno di abile a succedergli al trono in caso di una sua morte improvvisa dal momento che suo fratello, il principe ereditario, morì all'inizio del 1622. Sigismondo colse quest'opportunità per far valere ancora una volta i suoi diritti sul trono svedese. Non disponeva di una marina militare per invadere la Svezia, ma da tempo aveva posto la sua attenzione su Danzica, una città membro della Lega Anseatica. La città era uno dei principali empori commerciali della regione baltica dell'epoca ed il sovrano polacco pensò che col possesso di questa città avrebbe certamente potuto minacciare la Svezia. L'imperatore dell'epoca, Ferdinando II, che era venuto a conoscenza dei piani di Sigismondo, suo cognato, lo incoraggiò in quest'ambizione. Il re di Svezia, immaginando i vantaggi che Sigismondo avrebbe potuto trarre dalla conquista di Danzica, nel giugno di quello stesso anno si portò sul continente per costringere la città di Danzica alla neutralità nel conflitto tra Polonia e Svezia. Sigismondo a questo punto dovette proporre un'estensione dell'armistizio per i successivi tre anni.
Durante questo periodo di pace, la Svezia diede assieme alle principali potenze protestanti d'Europa (Regno d'Inghilterra e Paesi Bassi in particolare) assistenza alla causa protestante in Germania. Gustavo Adolfo ad ogni modo sapeva di non poter concretamente entrare nel conflitto della guerra dei trent'anni in Europa se prima non avesse risolto la questione ancora pendente con la Polonia. Nel 1625, per questo scopo, decise di portarsi ancora una volta in Livonia. Dal momento che Danzica, debole per suo conto, aveva concesso ad una guarnigione polacca di stabilirsi in città, Gustavo Adolfo marciò immediatamente col suo esercito verso di essa. Il re venne ferito due volte nel corso di questa campagna militare di cui una in maniera tanto grave da non poter comandare personalmente le operazioni. Di fronte a queste fortune alterne ed all'incapacità ancora una volta di giungere ad una conclusione sicura della guerra, Sigismondo chiese ed ottenne una tregua di cinque anni.

## Eventi politici e bellici nella guerra dei trent'anni
L'Editto di restituzione del marzo 1629 provocò gravi risentimenti all'interno del fronte cattolico: molti dei principi cattolici dell'Impero dubitavano della sua legalità e opportunità, ed inoltre era opinione diffusa che le tendenze egemoniche che gli Asburgo stavano manifestando rappresentassero una minaccia per la libertà dei potentati tedeschi. Nella Dieta Elettorale di Ratisbona che si tenne nell'agosto 1630, i principi forzarono l'Imperatore a congedare Wallenstein e a diminuire l'entità delle truppe imperiali e della Lega; inoltre, rifiutarono di eleggere il figlio di Ferdinando II Re dei Romani.

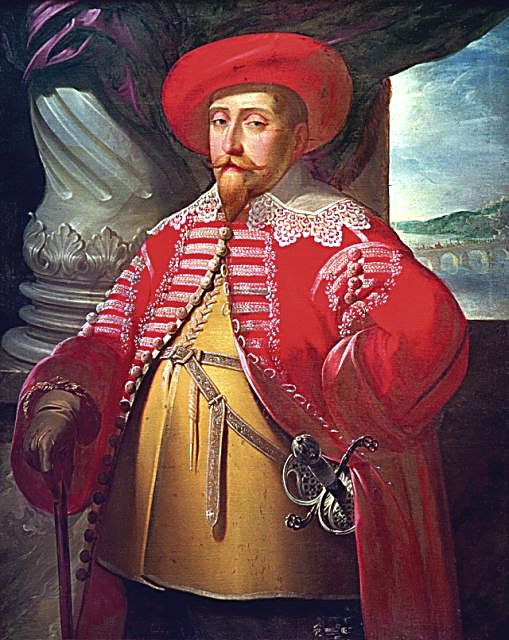
Gustavo II Adolfo, Re di Svezia (1594-1632). È considerato dagli svedesi un eroe nazionale per il suo impegno dimostrato per rendere grande la Svezia della sua epoca e farne una grande potenza europea

Questi eventi, che nel complesso indebolirono la causa cattolica, avvennero proprio quando la Svezia di Gustavo II Adolfo, dopo avere risolto gli scontri con la Polonia con una tregua, stava divenendo sempre più la guida della mano armata dei protestanti europei; il sovrano decise quindi di scendere in campo per difendere la causa protestante e il predominio svedese nel Mar Baltico, che sembrava minacciato dalla crescente aggressività dell'Impero. Anche la Svezia, come già la Danimarca, fu aiutata finanziariamente nella sua impresa dalla Francia, che con il trattato di Bärwalde si impegnò a versare un sussidio di guerra, che consentì agli svedesi di cambiare le sorti del conflitto. La Francia cercò anche di creare un fronte anti-asburgico nella Germania meridionale, firmando segretamente con la Baviera il Trattato di Fontainbleau (1631), ma tali tentativi vennero annullati dal successivo attacco portato dagli svedesi alla Baviera stessa.

### I preparativi per lo sbarco in Germania

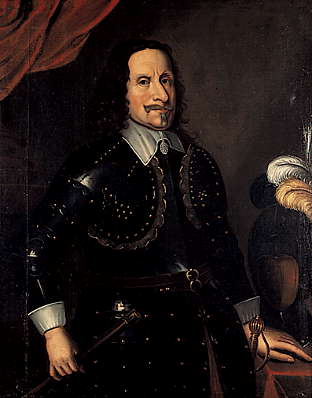
Gustav Horn, educato all'arte militare da Maurizio d'Orange, fu uno dei più significativi innovatori nel campo dell'arte nell'epoca moderna. All'età di 35 anni raggiunse il rango di feldmaresciallo, conferitogli dal re direttamente sul campo di battaglia. Horn fu uno dei principali luogotenenti del sovrano nel corso dell'invasione della Germania.

Anche se i protestanti avevano avuto almeno inizialmente dei successi l'imperatore continuava ad avere il saldo controllo di tutta la Germania e di diverse città libere della costa settentrionale. Analizzando lo scenario politico e religioso, ad ogni modo, si può comprendere come nessuna delle potenze protestanti fosse così ardente di combattere la lega cattolica perché da un lato esse cercavano di emergere e dall'altro di addivenire ad un accordo con Ferdinando. La Francia, che pure si era ripromessa di sottomettere la Danimarca, si impegnò poco in questo compito e non lo portò poi a termine. Inoltre la Repubblica delle Province Unite, non era concorde che tutta l'area della costa baltica finisse nelle mani degli svedesi, per ragioni economiche. Lubecca e Amburgo, dal canto loro, semplicemente si dedicarono alla compravendita di rame in cambio di argento con gli svedesi.

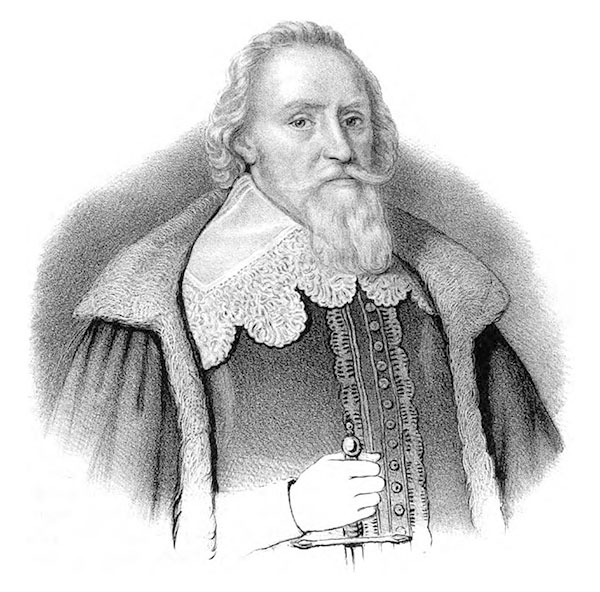
Johan Skytte, barone, senatore e governatore di diversi possedimenti svedesi in Scandinavia. Skytte fu un confidente del padre di Gustavo Adolfo, Carlo IX di Svezia e fu il tutore del giovane sovrano successore sino alla sua incoronazione. Fu uno dei leader politici di maggior peso durante il regno di Gustavo Adolfo.

Il duca Boghislao XIV di Pomerania, pur volendo dare la propria assistenza, si trovava isolato. Il Margraviato di Baden e Guglielmo d'Assia diedero pure il loro supporto salvo poi ritirarlo quando gli svedesi furono in Germania. Gli unici stati tedeschi sostenitori ardenti della causa protestante furono l'Assia-Kassel ed il Brunswick-Lüneburg. I principi locali, di fede evangelica, erano pronti ad appoggiare un'eventuale invasione da parte della Svezia. La Francia pure si era detta favorevole all'intervento svedese nella guerra, ma sia per il fatto che la Francia era una potenza cattolica e sia per il fatto che il cardinale Richelieu era de facto il primo ministro, non vi era il desiderio di dichiarare apertamente guerra alle principali potenze cattoliche d'Europa, limitandosi quindi a sostenere la causa unicamente con un contributo economico a propria scelta, e non secondo quanto stabilito dal re di Svezia che avrebbe desiderato 600 000 Rixdollar il primo anno e 400 000 per ogni anno di campagna.
La Svezia, pur mancando però di alcune qualità proprie delle grandi potenze in campo nel medesimo scenario bellico, aveva dalla sua parte uno dei migliori eserciti della sua epoca ed una delle monarchie meglio amministrate d'Europa. Ad ogni modo mancava di denaro necessario per un'impresa così colossale: le rendite annuali della Svezia ammontavano a 12 000 000 di rixdollar.
Ad ogni modo vennero prese delle misure per aumentare le entrate della Corona svedese. Per quanto essa avesse contratto numerosi debiti, inclusi quelli per finanziare le guerre di Carlo IX, re Gustavo Adolfo decise di abolire tutti i debiti contratti dopo il 1598 per cause di forza maggiore. Vennero negoziati dei nuovi prestiti con la Repubblica delle Sette province al tasso del 6,5% mentre i prestiti interni vennero portati al 10%. Il governo stabilì inoltre il monopolio di alcuni beni come ad esempio il sale, il rame e poi anche il grano. Ad ogni modo l'aggressivo sistema di tassazione elaborato creò dei tumulti interni al regno di Svezia.
Oltre a quelle finanziarie, la Svezia aveva una serie di altre difficoltà nel divenire una grande potenza europea. olo un milione e mezzo di persone vivevano nel paese all'epoca e pertanto con la prosecuzione della campagna lo stato maggiore svedese dovette sempre più fare appoggio su mercenari tedeschi i quali, sebbene noti per le atrocità da loro commesse, vennero inquadrati nel nuovo sistema militare svedese e disciplinati.

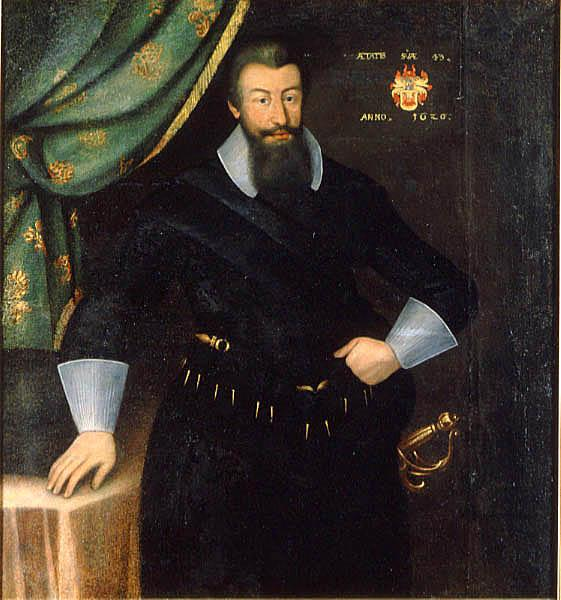
Axel Oxenstierna, noto diplomatico, militare e cancelliere svedese per tutto il regno di Gustavo Adolfo, venne nominato ambasciatore in Renania con piena autorità su tutti i generali ed i principi in servizio alla Svezia.

Il re decise di convocare gli uomini più influenti del suo regno, ai quali comunicò dopo ampia discussione che la Svezia sarebbe entrata in guerra contro la Germania. Gustavo Adolfo era infatti convinto che se egli non fosse intervenuto tempestivamente, lo avrebbe fatto l'imperatore Ferdinando che, sistemate le questioni pendenti in Germania, si sarebbe certamente scagliato contro gli svedesi. I pretesti per sbarcare in Germania erano diversi: gli Asburgo avevano assistito i polacchi nel loro conflitto con la Svezia (anche se i due erano in pace reciprocamente). Inoltre la conferenza tenutasi a Lubecca aveva vietato l'ingresso agli emissari svedesi su consiglio del generale imperiale Wallenstien. Quando questi si rifiutarono di andarsene, vennero minacciati con la violenza. Questo aveva irritato fortemente il re di Svezia. Come ultimo motivo valido, il re e la popolazione svedese erano desiderosi di intervenire per i protestanti che venivano quotidianamente oppressi in Germania. Lo storico Schiller disse a tal proposito: "Ferdinando aveva anche insultato la bandiera svedese, intercettando la corrispondenza del re con la Transilvania. Egli aveva posto ogni possibile ostacolo alla pace tra Polonia e Svezia, supportando le pretese di Sigismondo al trono svedese e negando a Gustavo Adolfo il riconoscimento del titolo di re [...] Tutti questi motivi personali, supportati dalla politica e dalla religione e dai frequenti e pressanti inviti provenienti dalla Germania, ebbero un notevole ascendente su un principe che era naturalmente geloso delle proprie prerogative reali, che era desideroso di ottenere la gloria di figurare come il protettore degli oppressi e che aveva una passione smodata per la guerra."
Stralsund, una delle città della Lega Anseatica, era stata più volte pressata dagli imperiali e gli svedesi dal canto loro comprendevano facilmente come quest'area avrebbe garantito un trampolino di lancio agli imperiali per invadere la Svezia. Per evitare questa conquista, l'imperatore dispiegò 170 000 uomini in Germania.
Tra il 1629 ed il 1630 la Svezia iniziò i propri preparativi per l'invasione della Germania. Salnitro e zolfo vennero acquistati in gran quantità anticipando i tempi. Ogni reggimento venne rifornito del necessario per un mese di campagna. Le fabbriche che producevano spade, armature e altre armi vennero mantenute a pieno regime. Venne predisposta inoltre una tassa di guerra, specificatamente pensata per tassare anche la nobiltà così che tutti contribuissero secondo le loro possibilità allo sforzo bellico. Durante il primo anno di preparativi, tre quarti delle rendite dello stato vennero accumulate e dirette alla guerra. Anche le chiese ricevettero istruzione di pregare per la causa svedese. Tutti i cittadini maschi dai 16 ai 60 anni vennero dichiarati abili ed arruolabili. Vennero reclutati anche militari dall'estero: due erano i reggimenti scozzesi oltre ad un notevole numero di mercenari. Alcuni contingenti vennero forniti anche dalle città anseatiche.
Notevoli erano anche le riserve, già accampate in alcune parti della Germania orientale. 6000 uomini risultavano distribuiti tra l'isola di Rügen e la città di Stralsund, sotto il comando del generale Leslie. Leslie si era impegnato in prima persona nel reclutare volontari per la causa svedese presso le città della Lega Anseatica. Nelle parti occupate della Prussia e della Livonia si trovavano altri 12 000 uomini al comando di Axel Oxenstierna, primo ministro e gran confidente del re di Svezia.. In caso di necessità, in Finlandia si trovavano altri 6500 uomini pronti. Gustavo Adolfo riteneva necessario per gli svedesi conquistare assolutamente l'intera costa baltica in quanto non voleva avere futuri problemi di minacce al suo regno da parte degli imperiali cattolici. In totale, gli svedesi raccolsero per questo scopo 76 000 uomini, dei quali 13 000 vennero destinati al primo sbarco sul suolo tedesco. Queste forze sarebbero state rafforzate ulteriormente da altri 2500 soldati dalla Svezia e da altri 2800 provenienti dalla Finlandia a sbarco avvenuto. L'esercito era composto da 43 000 svedesi ed il resto era reclutato da altre nazioni. Il 3% totale della popolazione della Svezia venne reclutato per la campagna militare, ovvero l'8% dell'intera popolazione maschile, fatto che ebbe un notevole impatto sullo stato svedese.
Il re inoltre contava sul supporto delle altre potenze protestanti europee. A fronteggiare i 13 000 soldati svedesi, sul fronte tedesco, gli svedesi avrebbero incontrato due contingenti (uno al comando del generale Wallenstein e l'altro sotto il comando del generale Tilly) per un totale di 200 000 uomini.

### Lo sbarco in Germania
Gustavo Adolfo non fece nessuna formale dichiarazione di guerra alle potenze cattoliche. Dopo l'attacco mosso alla città di Stralsund, sua alleata, egli riteneva di avere un pretesto sufficiente per entrare nel conflitto senza entrare in guerra. Egli provò a porre delle condizioni all'imperatore ma questi negoziati non vennero presi seriamente da nessuna delle due parti.
La capitale della Pomerania, Stettino, era stata seriamente minacciata dalle forze imperiali. Per salvare la città, il re di Svezia riteneva essenziale dover sbarcare nell'area. Pianificò lo sbarco per il maggio del 1630 ma a causa di venti avversi a salpare, gli svedesi attesero tre settimane prima di partire. Un totale di 200 trasporti e 36 navi da guerra vennero impiegati per creare l'armata dello sbarco. Il re si era proposto di far sbarcare la sua armata presso il delta del fiume Oder e da qui minacciare le città vicine per ottenere una prima testa di ponte e poi proseguire all'interno della Germania, seguendo proprio il corso del fiume.

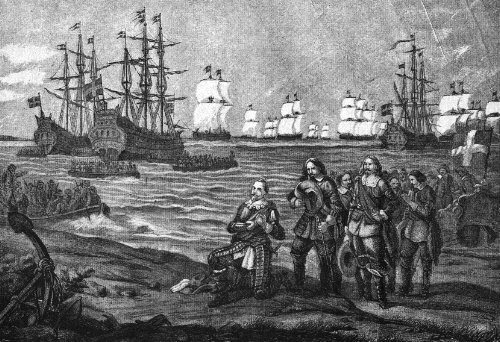
Lo sbarco di Gustavo Adolfo in Pomerania, presso Peenemünde, nel 1630

Il re di Svezia si premunì di inquadrare perfettamente anche la situazione che si sarebbe trovato davanti una volta sbarcato: pur essendo protestante, infatti, Boghislavo XIV di Pomerania stava trattando con l'imperatore come pure con la Svezia, col solo scopo di mantenere il proprio trono e l'integrità del proprio ducato nonché una certa stabilità commerciale e finanziaria, proteggendo i propri abitanti dalle devastazioni che certamente avrebbero colpito l'area. Quando seppe dell'intenzione di Gustavo Adolfo di sbarcare in Germania, entro i confini del suo ducato, si accordò con la Svezia affinché il suo stato venisse risparmiato e si preoccupò che nessuna guerra lo tangesse. Il re di Svezia dal canto suo informò Boshislavo che il trattamento della sua nazione sarebbe dipeso unicamente dal suo comportamento. In caso di supporto, avrebbe potuto godere della piena protezione degli svedesi.
Prima di partire, oltre alle cerimonie religiose d'auspicio, il re si assicurò che in caso di sua morte sua figlia Cristina, di appena tre anni, avrebbe avuto pieno diritto di succedergli al trono svedese.

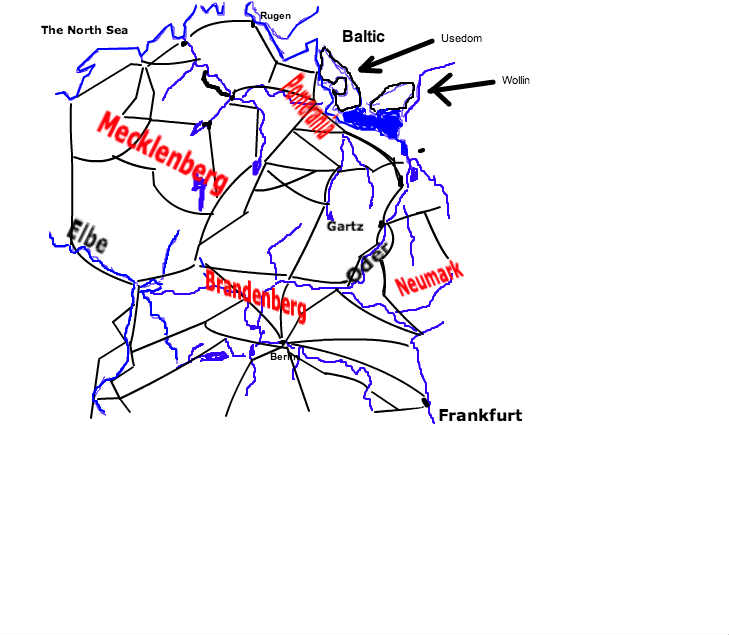
I fiumi e i ducati dell'area dell'Oder e dell'Elba

Lo sbarco avvenne il 4 luglio 1630 presso Peenemünde, sull'isola di Usedom. Da subito gli svedesi riuscirono a catturare alcune importanti città sull'isola, acquartierandosi. Sbarcando sull'isola, fatto curioso, il re scivolò e cadde a terra. La prima cosa che egli fece, ad ogni modo, fu quella di inginocchiarsi e di offrire preghiere a Dio per la riuscita dell'impresa. Subito dopo prese una pala ed iniziò a scavare delle trincee sull'isola.
L'armata svedese impiegò più tempo del previsto a sbarcare e pertanto quando tutti i soldati furono ai loro posti, erano già stati consumati gran parte dei rifornimenti predisposti per l'operazione. Venne quindi dato ordine di recuperare del cibo da Stralsund, ma anche questo si dimostrò insufficiente. Il re, si adirò quindi particolarmente con l'incaricato dei rifornimenti, il generale Johan Skytte (già suo tutore) ed inviò ad Oxenstierna l'ordine di fargli pervenire dei rifornimenti dalla Prussia.
Dopo due giorni, il re prese con sé 1200 moschettieri e alcuni cavalieri, muovendosi verso la regione di Wolgast. Vedendo che gli imperiali avevano eretto una fortezza a proteggere la regione, si limitò ad osservarne i punti deboli e di forza. Tornò quindi alla base principale e ordinò che 4000 altri moschettieri si portassero in posizione. Quando questi giunsero sul posto, scoprirono ad ogni modo che gli imperiali avevano abbandonato la loro posizione e si erano spostati a Wolgast. Lasciò 1000 uomini alla sua base e con il resto delle forze, 3500 fanti e 2500 cavalieri si portò verso Usedom per ripulire l'area delle forze imperiali. Il sovrano svedese ordinò ai suoi uomini di continuare ad inseguire le forze imperiali anche se incontrò ben poca resistenza sull'isola con gli imperiali che continuavano a ritirarsi verso il continente. Allontanandosi, le truppe imperiali bruciarono i ponti di collegamento con la terraferma e proseguirono la loro ritirata. Gustavo Adolfo si assicurò così il possesso delle città di Wolin e Usedom, controllando così la foce dell'Oder e facendo ritorno al proprio quartier generale.

### Il consolidamento in Pomerania

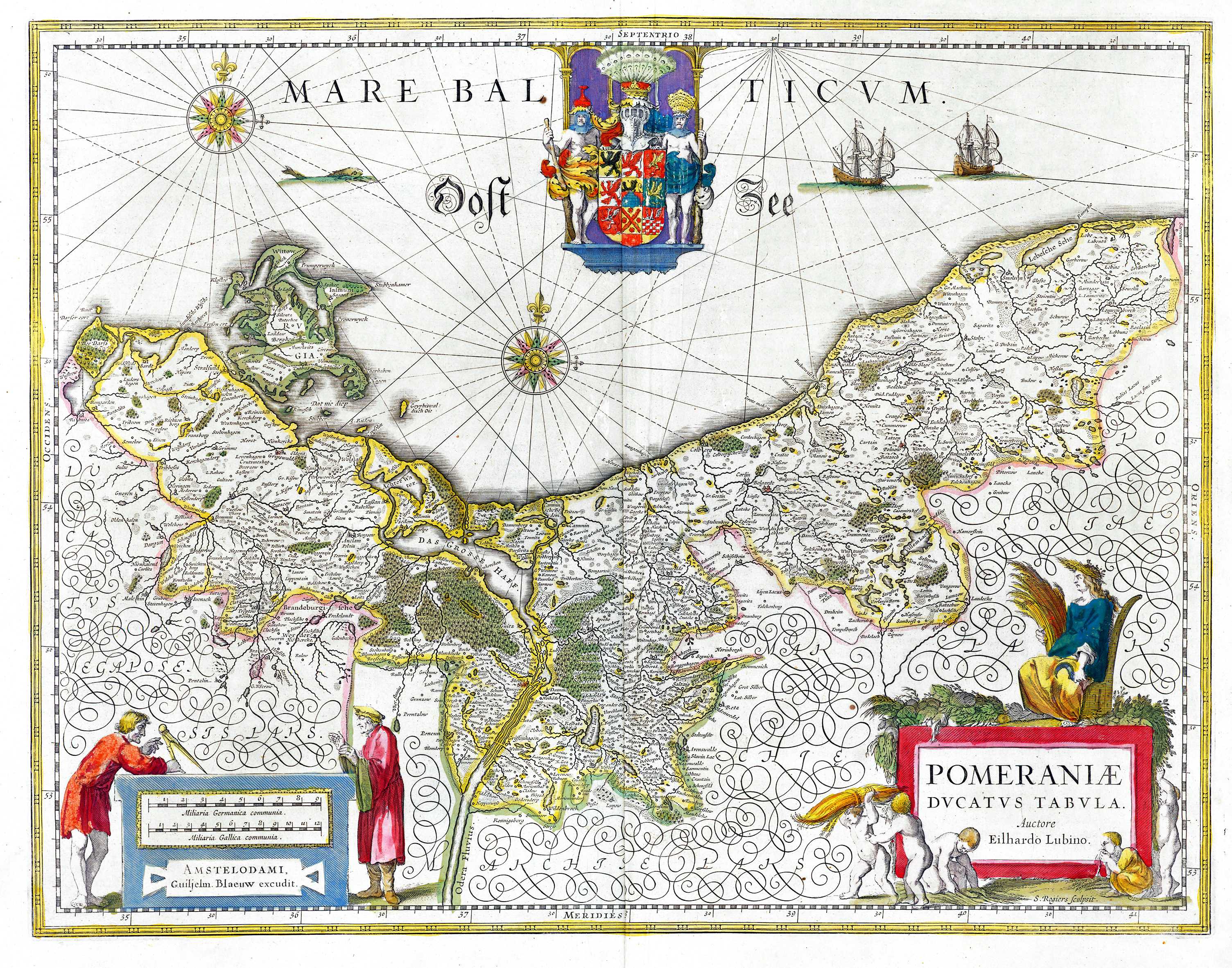
Il ducato di Pomerania prima della sua incorporazione nella Svezia nel 1637

Stettino era la capitale della Pomerania, e una delle regioni per cui era stata prescelta a questo ruolo era perché si trovava al centro del ducato. Il ducato stesso era diviso grossomodo in due parti dal corso del fiume Oder. Più volte era stata sottoposta ad assedio da parte delle truppe imperiali ma senza grandi successi per gli attaccanti. Avendo saputo dello sbarco di Gustavo Adolfo, ad ogni modo, i generali imperiali nell'area (in particolare il principe Federico Savelli a sudest di Stralsund) si erano ritirati. Il principe Savelli si ritirò verso Anklam ed il duca Torquato II Conti, III duca di Poli e Guadagnolo ripiegò su Gardziec e Gryfino. Gustavo Adolfo lasciò il colonnello Leslie al comando della città di Wollin e il generale Kagg a Usedom. Entrambi erano sotto il comando supremo del generale Knyphausen. Il sovrano predispose il tutto per assicurarsi che gli imperiali non potessero prendere le due piazzeforti e chiuderli in una morsa nel territorio tedesco.
Il re prese 5000 uomini e li accomodò a Stralsund, mentre col resto delle sue forze costituì 74 compagnie. Dal 18 luglio si era già portato verso l'istmo di Swine verso Stettino e fu in grado poco dopo di conquistare la città. Quest'operazione risultò particolarmente delicata sia per il poco tempo a disposizione di Gustavo Adolfo per compiere le operazioni, sia per la loro difficoltà che per il rischio di ritrovarsi addosso gli imperiali in un'area dove l'armata svedese non aveva ancora consolidato il proprio potere.
Pur minacciata dagli imperiali, Boghislavo era come si è detto determinato a mantenere la propria neutralità nel conflitto. Il colonnello Damitz, incaricato della difesa della città, aveva ricevuto l'ordine di non permettere agli svedesi di entrare in città e, se fosse stato necessario, di contrattaccare sino all'ultimo uomo disponibile. Un tamburino del reggimento di Pomerania venne inviato in qualità di ambasciatore dalla città al re di Svezia per trattare, ma il re non lo ricevette adducendo la scusa del grado troppo basso del suo interlocutore e fece anzi sapere che avrebbe trattato unicamente con Damitz in persona. Questo colloquio si svolse poco dopo ma il colonnello disse al re di aver ricevuto precisi ordini di vietare l'ingresso in città agli svedesi. Il re a questo punto convocò immediatamente presso di sé il duca di Pomerania se lo informò della sua necessità di occupare temporaneamente la città e che questo non avrebbe rotto gli accordi di neutralità, ma che egli nel contempo non avrebbe tollerato ulteriori ritardi o opposizioni da parte del ducato di Pomerania.
Il 20 luglio, dopo aver persuaso Boghislavo a permettergli di entrare in città (a questo punto senza colpo ferire), gli svedesi marciarono in città. Venne concluso comunque un trattato tra le due potenze, che de facto privò la Pomerania della propria sovranità, mettendo il ducato e la città a disposizione del sovrano svedese. Il re ricevette quindi i contributi dal duca e dalle forze di Damitz e pose tre compagnie di soldati nella città di Stettino. Boghislavo inviò a questo punto un'ambasciata all'imperatore del Sacro Romano Impero per informarlo della situazione appena mutata, ma l'imperatore per tutta risposta dichiarò che l'intera Pomerania si trovava in rivolta e pertanto egli non avrebbe impedito ai suoi uomini di razziare e depredare il ducato per contrastare l'avanzata degli svedesi, data l'emergenza creatasi.
Poco dopo, Gustavo Adolfo ricevette ulteriori rinforzi dalla Prussia. Alla notizia della presenza del re di Svezia sul suolo tedesco, altri volontari si unirono alla sua causa ed il numero totale delle truppe impegnate in quel momento dagli svedesi sul campo attivo raggiunse i 25 000 elementi. Vi furono nel contempo anche delle opposizioni all'arrivo degli svedesi e diversi fanatici cattolici tentarono di assassinare re Gustavo Adolfo senza riuscirvi.
Il re a questo punto ordinò di migliorare le difese di Stettino, impegnando non solo gli abitanti della città ma anche quelli delle campagne circonvicine.
Malgrado la vantaggiosa posizione acquisita, gli svedesi si sentivano ancora vulnerabili. A Wolgast, di fronte a Usedom, le forze imperiali si stavano concentrando per preparare un attacco proprio sulla città di Usedom. Inoltre, un accampamento imperiale era stato predisposto sia a Garz sia a Griegenhagen, oltre alla città di Damm − proprio di fronte a Stettino − che si trovava ancora saldamente nelle mani dell'impero. Il 22 luglio il re ordinò ad uno squadrone di conquistare quest'ultima città. Dopo aver la presa, il re ordinò al colonnello Damitz (già pomerano ma ora de facto al servizio degli svedesi) di prendere anche la città di Stargard. La città venne catturata e poco dopo anche Trzebiatów e Gryfice caddero. Diverse altre città vennero conquistate per assicurarsi che le forze imperiali di stanza a Kołobrzeg non potessero unirsi a quelle di Gryfino e Garz, accerchiando così gli svedesi. L'obbiettivo successivo fu la presa di Garz, episodio dove ancora una volta Gustavo Adolfo rischiò la propria vita.

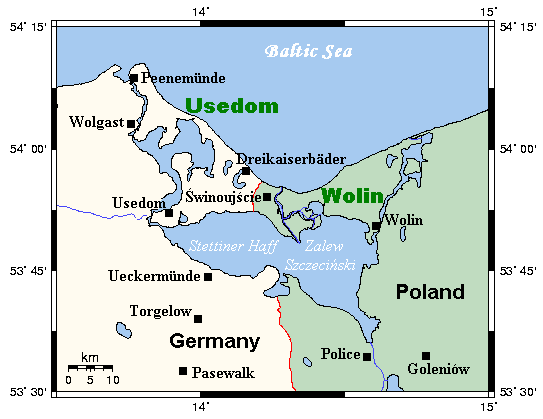
Il confine tra Germania e Polonia con la città di Ueckermünde

La città successiva nel programma di conquista degli svedesi era Anklam dove il principe Savelli si era ritirato dallo sbarco degli svedesi. La città si trovava proprio di fronte a Usedom e per quanto non vi fossero dei ponti tra essa e Usedom, rappresentava comunque una minaccia alle recenti conquiste svedesi in Germania. Ad ogni modo poco dopo gli imperiali si ritirarono dalla città e il generale Kagg poté entrare nella città fortificata senza incidenti.
Ueckermünde e Barth (a ovest di Stralsund) vennero pure conquistate senza scontri. Wolgast venne assediata e consegnando la cittadella nelle mani degli svedesi. Il 16 agosto venne conquistata anche Trzebiatów.
Il re svedese non solo era desideroso di mantenere le conquiste realizzate in Germania, ma voleva anche ricongiungersi con le forze di Oxenstierna che si trovava in Prussia.
Malgrado le buone posizioni ottenute, gli svedesi erano ancora separati tra loro e la costante minaccia degli imperiali appariva come un pericolo eccessivo da contrastare, minaccia che impediva loro di procedere speditamente verso l'entroterra. Una delle ragioni per cui Gustavo Adolfo è stato definito dagli storici come il primo "generale moderno" è proprio dovuta a questa sua pianificazione attenta delle operazioni da compiere e la tattica posta sul territorio (anche straniero o sconosciuto), agendo col principio di mantenere per quanto più possibile unito il proprio esercito. La presa di Anklam non era sufficiente a dare la sicurezza voluta sulla base svedese di Stralsund. La linea tra Stralsund e Anklam verso Stettino poteva essere minacciata dagli imperiali in qualsiasi momento. Il fiume Tollense (immediatamente ad ovest di Anklam) scorreva parallelo a questa linea irregolare. Per mantenere sicure le conquiste ottenute dagli svedesi lungo la costa, dunque, Gustavo Adolfo doveva mantenere la linea del fiume per impedire agli imperiali (di base a Meclemburgo) di penetrare. Per sbloccare la situazione, il sovrano svedese ordinò dunque al generale Knyphausen di spostare la sua armata in direzione sudovest verso il Tollense, ed il generale Kagg avrebbe dovuto seguire i movimenti di Knyphausen e simultaneamente assicurarsi che le forze di Knyphausen non venissero attaccate da nord.

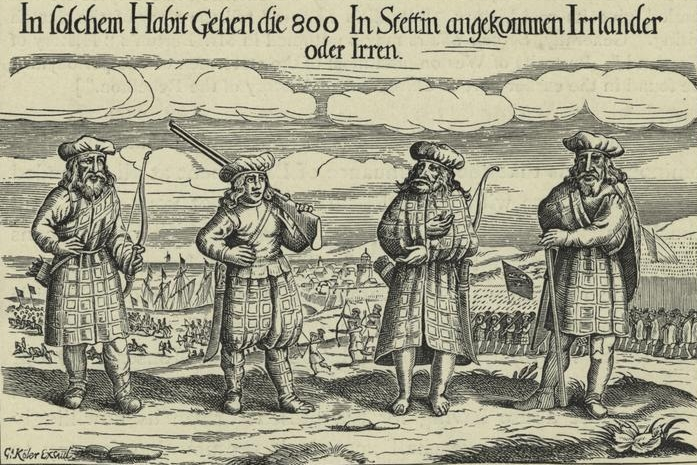
Soldati scozzesi, identificati come appartenenti al reggimento di Donald Mackay, lord Reay, in servizio agli svedesi di Gustavo Adolfo, 1630–31

Il principe Savelli si trovava a questo punto a Greifswald, e quando seppe dell'occupazione da parte di un piccolo gruppo di svedesi della città di Klempenow, inviò degli osservatori sul posto. Venuto a conoscenza della caduta di Wolgast, sentendosi circondato, marciò col suo esercito verso Demmin e poi verso Klempenow. La città, che aveva solo 100 uomini di guardia, cadde in brevissimo tempo; alla resa rimasero solo un ufficiale e sei uomini. il principe Savelli si acquartierò quindi a Klempenow, poi a Loitz, a Demmin ed infine a Neubrandenburg, Trzebiatów e a Friedland.
Oxenstierna nel contempo cercava dal canto suo di spostarsi verso est per raggiungere le truppe del sovrano, col compito di ricavare una via sicura che potesse mettere in collegamento la Pomerania svedese con la Prussia. Ad agosto, il re si mise a predisporre i quartieri invernali del proprio accampamento. L'amministratore di Magdeburgo, Cristiano Guglielmo di Brandeburgo, si dichiarò favorevole alla causa degli svedesi, respinse la guarnigione imperiale dalla città e chiese aiuto agli svedesi. Questo venne fatto senza che il re di Svezia ne fosse informato, motivo per cui Gustavo Adolfo non fu contento di questa mossa improvvisa, avendo altri obbiettivi da raggiungere sul campo prima di puntare alla città di Magdeburgo. L'idea del sovrano a questo punto, dato che si apriva uno spiraglio sulla Germania continentale, fu quello di marciare seguendo il corso dell'Elba, prendere possesso del ducato di Meclemburgo ed iniziare una serie di negoziati con le città anseatiche di Amburgo e Lubecca. La città di Magdeburgo, però, si trovava troppo fuori dalla sua portata e tra lei e le truppe svedesi erano diversi i contingenti imperiali che si frapponevano. Egli inviò ad ogni modo un colonnello, Dietrich von Falkenberg, verso la città e gli ordinò di migliorare le difese locali per quanto possibile di modo da anticipare un eventuale assedio degli imperiali e tenere buona la situazione sino all'arrivo degli svedesi.
Questo evento improvviso, ad ogni modo, pose il re svedese in notevole difficoltà: se avesse abbandonato Magdeburgo al suo destino, le potenze protestanti in Germania avrebbero potuto avere da ridire sul suo atteggiamento. Aiutare Magdeburgo, ad ogni modo, poteva voler dire compromettere l'intera operazione bellica.

### Il Meclemburgo

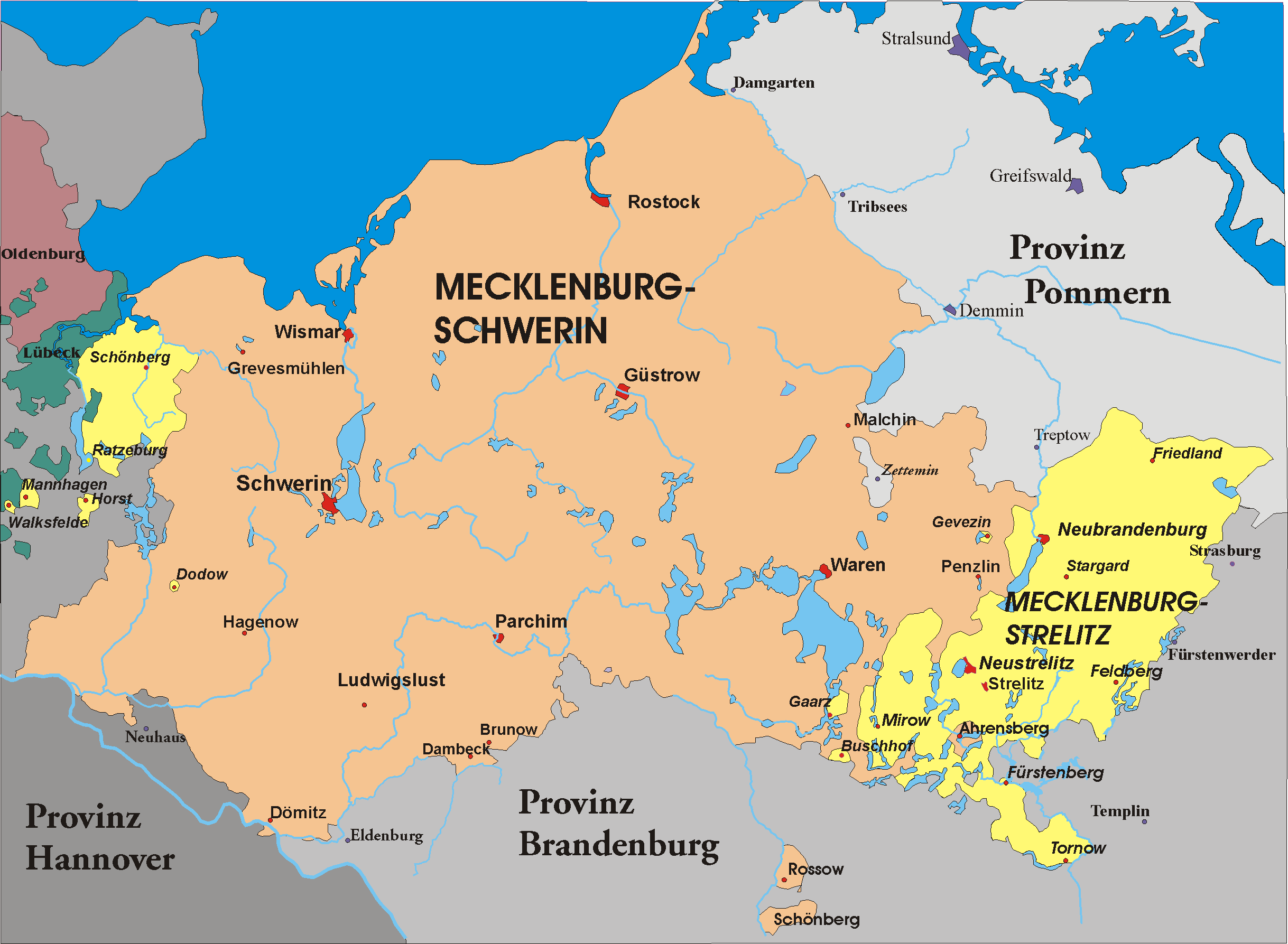
Il ducato di Meclemburgo. A sinistra, in verde, il territorio di Lubecca

Nel dicembre del 1630, re Gustavo Adolfo si era ormai convinto di aver consolidato i possedimenti svedesi sulla costa tedesca, ma ora puntava ad ovest: era intenzionato a restaurare i suoi cugini ai loro ducati nel Meclemburgo (i cui territori erano stati conquistati dall'imperatore Ferdinando e concessi al generale Wallenstein per i suoi servizi); per stabilire così una connessione col ducato d'Assia-Kassel (all'epoca unico principe tedesco ad aver dato il proprio supporto incondizionato alla Svezia), raggiungendo così il cuore della Germania, il Magdeburgo ed il ducato di Sassonia-Lauenburg che pure gli aveva assicurato il proprio supporto. e stabilire anche dei contatti con Lubecca ed Amburgo. I principi tedeschi che avevano dimostrato apertura gli svedesi, temevano un'invasione da parte degli imperiali e soprattutto le distruzioni che già altri stati in Germania avevano subito nel corso della guerra. Questi stati tedeschi erano inoltre di fede protestante, ma temevano da un lato anche l'espansionismo svedese, in particolare dopo ciò che era accaduto in Pomerania. Il sovrano di Svezia, ad ogni mood, voleva unicamente intessere con loro dei rapporti amichevoli per la causa comune della guerra.
Per raggiungere il Magdeburgo, evitando di invadere sia la Sassonia che il Brandeburgo, Gustavo Adolfo comprese che era necessario conquistare le città di Wismar e Rostock. Wismar in particolare era importante in quanto avrebbe consentito alla Svezia di incorporare gran parte dell'area baltica, escludendo così la possibilità che la flotta imperiale si potesse rifornire in quel mare. Gustav Horn aveva portato con sé rifornimenti dalla Finlandia e dalla Livonia, per poi stabilirsi a Stettino col grosso dei suoi uomini. Il re di Svezia gli diede l'ordine di mantenere il controllo della città e gli assegnò l'incarico di prendere Greifswald prima della primavera, aprendo così un varco tra Stralsund e Stettino. Se fosse stato attaccato dagli imperiali senza vie d'uscita avrebbe dovuto abbandonare il progetto di conquista di Greifswald per proteggere la linea tra Stettino e Stralsund.
Lasciando Stettino il 9 settembre, il re di Svezia sbarcò a Wolstack e giunse poco dopo a Stralsund dove attese i rinforzi dalla Finlandia e dalla Livonia con a capo Horn. Si presentò però un problema inatteso: un sesto degli uomini al campo era malato. Il sovrano salpò quindi alla volta di Ribnitz e poi verso Rostock. Dopo aver conquistato la città si diresse a Damgarten Mentre si trovava in quest'ultima città, Gustavo Adolfo venne a sapere che un'armata imperiale si stava assemblando presso Demmnitz ad est e proprio per paura di scontrarsi direttamente con questa moltitudine, abbandonò lo schema di conquistare Rostock.

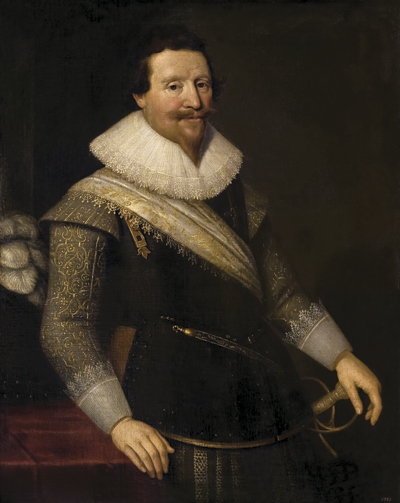
Albrecht von Wallenstein. Nato protestante, si convertì al cattolicesimo nei primi anni di vita e prestò servizio per la monarchia asburgica. Era il più abile tra i generali cattolici della sua epoca nel corso del conflitto. Gustavo Adolfo di Svezia cercò di attirarlo dalla propria parte dopo che venne licenziato dagli imperiali.

Ad ogni modo, una serie di eventi ebbero luogo e propesero a favore degli svedesi. In un congresso tenutosi a Ratisbona Wallenstein venne licenziato dall'esercito imperiale. Molti dei potentati tedeschi gli erano sfavorevoli, in particolare per il comportamento tenuto dalle sue truppe nei loro territori. Vi era inoltre una rivalità personale tra lui e l'elettore di Baviera che fu tra coloro che maggiormente contribuirono alla sua caduta in sfavore. Lo storico Schiller: "l'ansia con la quale i nemici di Wallenstein fecero pressione per il suo licenziamento, convinse l'imperatore dell'importanza dei suoi servizi... molti eserciti non potevano compensare la perdita di quell'individuo" Ad ogni modo, malgrado le vittorie collezionate da Wallenstein per l'imperatore, egli era politicamente vulnerabile e l'imperatore necessitava troppo dell'appoggio dei principi tedeschi per non accondiscendere alle loro richieste in un momento così particolare come appunto quello della guerra in corso.
Il conte di Tilly venne ricompensato per i suoi servigi prendendo il posto di Wallenstein, ma si trovò in una situazione paradossale: gran parte dell'esercito era composta da mercenari che avevano sottoscritto un rapporto personale con Wallenstein anziché con l'imperatore. Come risultato di ciò, col licenziamento di Wallenstein i mercenari che si trovavano a suo contratto vennero dispersi. Molti di questi soldati entrarono al servizio degli svedesi. Il re di Svezia si interessò a Wallenstein quando seppe delle sue dimissioni e gli richiese di prestare servizio al suo fianco.
Nel frattempo Tilly condusse l'esercito della Lega Cattolica contro l'unico alleato che la Svezia avesse allora in Germania, ovvero la città di Magdeburgo, e il 20 maggio 1631 la catturò e la sottopose a un sanguinario saccheggio; questa atrocità lasciò un profondo segno e fu in seguito ricordata, con i suoi 24 000 morti tra uomini, donne e bambini, come uno degli episodi più crudeli dell'intera guerra. Tilly tentò quindi di assaltare il campo svedese di Werben, ma fallì nell'impresa.

### Uno stallo temporaneo

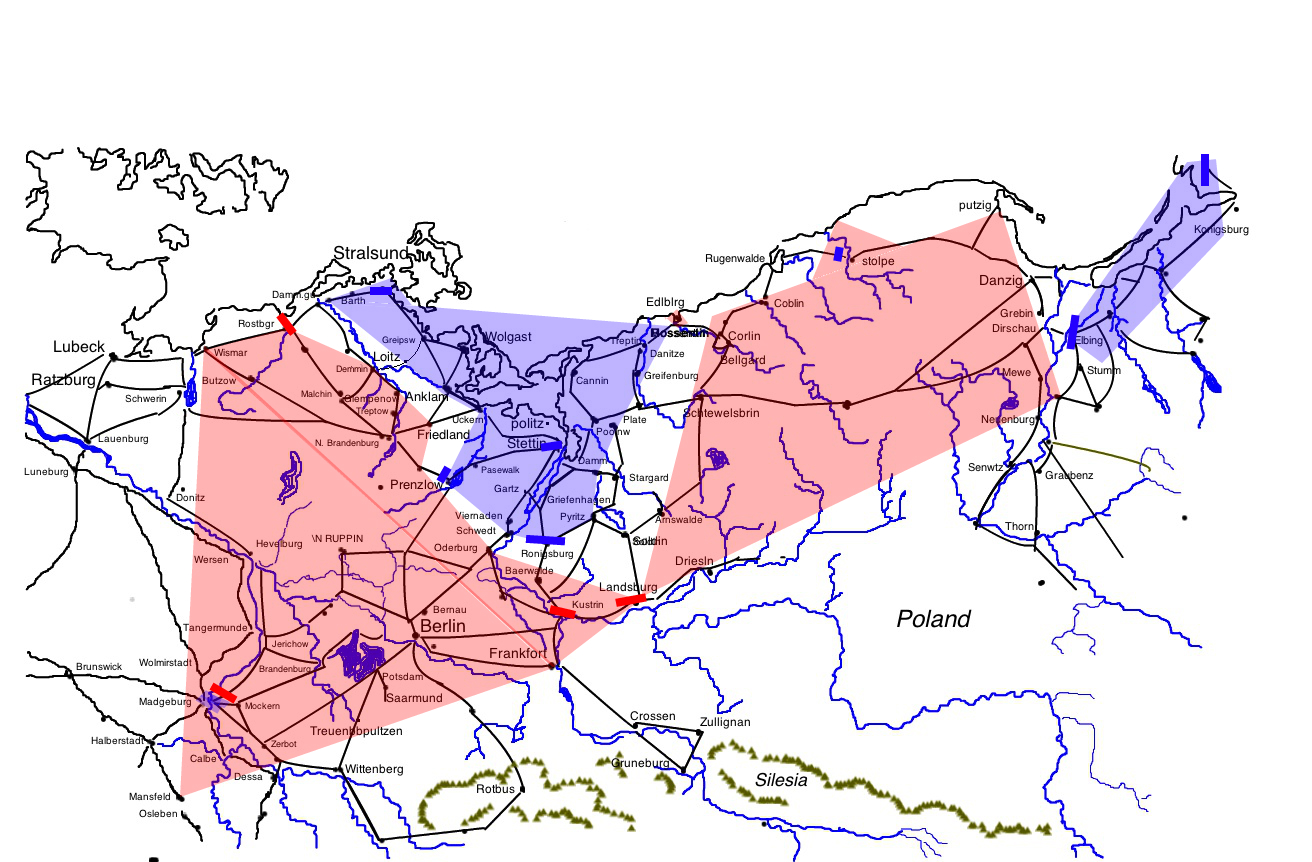
Disposizione delle armate nel teatro bellico dopo la vittoria degli svedesi a Gardziec. In rosa il territorio degli imperiali, in azzurro quello occupato dagli svedesi.

Deciso a non assediare Rostock, Gustavo Adolfo comprese come prima di proseguire avrebbe dovuto ottenere il pieno e solido controllo del fiume Tollense. Ad ogni modo, prima di fare ciò decise di risolvere la questione di Kołobrzeg. Horn, il generale a cui era stato affidato il comando di Kołobrzeg e che era stato impegnato nella cattura della città stessa, venne informato di un piano degli imperiali per marciare su Kołobrzeg da Garz e riconquistare la città. Horn assemblò sul posto tutte le forze che poté, lasciando solo una piccola forza di guardia a Kołobrzeg, muovendosi a marciare verso Rossentin, immediatamente più a sud di Kołobrzeg ed attese l'arrivo dell'esercito imperiale da Garz. Gli imperiali, dal canto loro, venuti a conoscenza delle disposizioni di Horn, si tennero a distanza per non entrare in contatto diretto col nemico.
I loro movimenti ed il successivo attacco vennero ad ogni modo respinti e vennero costretti alla ritirata, ma questa fu solo temporanea. Ritornarono poco dopo in direzione della città ma persero il loro impeto iniziale ed al loro arrivo alla parte orientale del territorio conquistato dagli svedesi, il re di Svezia radunò i propri generali e respinse il nemico una seconda volta, attaccando questa volta Garz, malgrado l'avvicinarsi ormai prossimo dell'inverno.
L'armata svedese si mosse seguendo il corso dell'Oder verso Gartz. Muovendosi verso Gryfino, gli svedesi giunsero sul posto il giorno di Natale quando, dopo le doverose osservanze religiose, diedero inizio all'attacco. Venne a crearsi una breccia nelle fortificazioni di Gryfino ed il re di Svezia in persona guidò il primo assalto dei suoi uomini. Dopo questo episodio le truppe imperiali iniziarono a ritirarsi nella Pomerania occidentale.
Il giorno successivo il re riprese la marcia verso Garz col suo esercito, ma ancora una volta gli imperiali si ritirarono dal campo di battaglia. Si spostarono più a sud verso Kostrzyn e Landsberg, di modo da assicurarsi una via aperta per Francoforte sull'Oder. Il re di Svezia inviò delle unità verso queste città per impedire agli imperiali di ritirarvisi, ma poco dopo gli svedesi si resero conto che queste erano troppo ben fortificate da poter essere assaltate in quel momento. Comunque soddisfatto di questa vittoria, il suo esercito tornò a Nowe Miasto Lubawskie.

### Francoforte

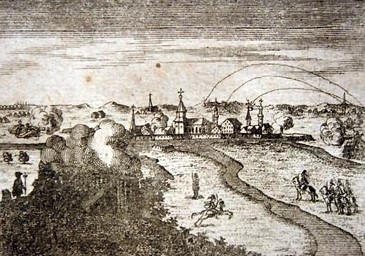
L'assedio di Demmin

Dopo aver preso Gardziec e Gryfice, che se utilizzate propriamente avrebbero potuto condurre il sovrano svedese attraverso la Prussia e la Slesia verso i possedimenti ereditari dell'imperatore Ferdinando, Gustavo Adolfo di Svezia lasciò il generale Horn e sei reggimenti di fanteria e sei di cavalleria di guardia sulle posizioni del suo esercito. Queste si affacciavano sul fiume Warta e dovevano essere mantenute per istruzioni del sovrano a tutti i costi, pur dicendo a Horn di non attaccare il nemico ma di mantenersi unicamente sulla difensiva dal momento che gli imperiali apparivano ancora numericamente superiori; meglio sarebbe stato, nell'ottica di Gustavo Adolfo, assediare e prendere Francoforte e Landsberg. Le sue riserve erano poste a Pyrzyce, a Stargard ed a Goleniów.
Il re si portò da Barwice a Stettino, attraversando il luogo ove sostavano 12 000 dei suoi uomini. Da Stettino marciò in Germania verso Prenzlau. Prendendo poi possesso della città di Neubrandenburg, anche la guarnigione imperiale di Trzebiatów si ritirò per paura di venire catturata. Il giorno successivo Klempenow venne presa anch'essa. La presa di queste città si rivelò importante perché la cattura avrebbe potuto impedire alle armate imperiali di avanzare verso nord e di riprendere Demmin. Con la presa di Demmin, che venne assediata poco dopo, gli svedesi avrebbero controllato tranquillamente l'intero corso del fiume Tollense.
La città di Demmin si trovava alla confluenza di tre fiumi ed il terreno circostante era perlopiù paludoso. A metà gennaio, buona parte dell'area era completamente gelata per l'inverno e questo aiutò gli svedesi nelle operazioni di assedio della città. Knyphausen, che all'epoca si trovava ancora a Greifswald e la stava assediando, ottenne l'ordine di portarsi a sud in aiuto all'assedio di Demmin. Loitz, città tra Greifswald e Demmin, dovette essere anch'essa conquistata.
Queste manovre da parte degli svedesi, posero il conte di Tilly in una posizione difficile. Egli era intenzionato a portarsi verso il Meclemburgo, ma se avesse lasciato a Landsberg solo la propria riserva (8000 uomini in tutto), temeva che Horn avrebbe mosso attacco all'area, sbaragliando le sue truppe. Al contrario, se fosse rimasto a proteggere la linea del fiume Warta (che se fosse stata sfondata avrebbe concesso agli svedesi libero accesso alle terre ereditarie degli imperatori austriaci), gli svedesi avrebbero potuto facilmente marciare verso il Meclemburgo e riprendere l'assedio della capitale locale. Secondo la visione di Tilly, la presa di Magdeburgo avrebbe significato un'importante vittoria morale sugli svedesi ed avrebbe nel contempo tenuto a bada le potenze protestanti della Germania. Inoltre, Massimiliano I, duca di Baviera gli stava facendo pressioni per attaccare Dresda e la Sassonia. A livello strategico, la priorità era impedire la presa di Demmin da parte degli svedesi. Dal momento che già gli svedesi avevano conquistato tutte le città che in linea diretta conducevano da Francoforte sull'Oder a Demmin, Tilly pensò di passare da sud, fatto che gli avrebbe consentito nel contempo di raggiungere l'obbiettivo e di permettere la continuazione dell'assedio di Magdeburgo, impedendo l'arrivo dei rinforzi svedesi. Ad ogni modo, per fare ciò, avrebbe dovuto marciare attraverso l'elettorato di Brandeburgo, e farlo nella maniera più lieve possibile dal momento che lo stato era formalmente neutrale e non aveva dichiarato guerra ad alcuno dei contendenti nella guerra. Dopo questa marcia "gentile" raggiunse infine la città di Neuruppin. Riuscì così ad evitare l'arrivo degli svedesi a Magdeburgo, ma ora da quella posizione doveva raggiungere Demmin per supportare la difesa della città.
Ma Tilly non giunse in tempo all'obbiettivo. Dopo due giorni di assedio, il principe Savelli credette fermamente di non poter mantenere la sua posizione a Demmin, e per questo si arrese al nemico a condizione che i suoi uomini non fossero impiegati in Pomerania e nel Meclemburgo per tre mesi. Con la conquista dopo soli due giorni di assedio, gli svedesi furono in grado di raccogliere anche tutte le provviste che gli imperiali avevano accatastato nei magazzini della città. Quanto scoperto, che secondo gli accordi avrebbe dovuto essere restituito agli imperiali, comprendeva anche i possedimenti di un certo Quinti Del Ponte, un uomo che aveva prestato servizio sotto gli svedesi e che era stato pagato dagli imperiali per tradire la Svezia e che poi si era dato per disertore. Il re ad ogni modo non si dichiarò disponibile ad una vendetta in quel momento.

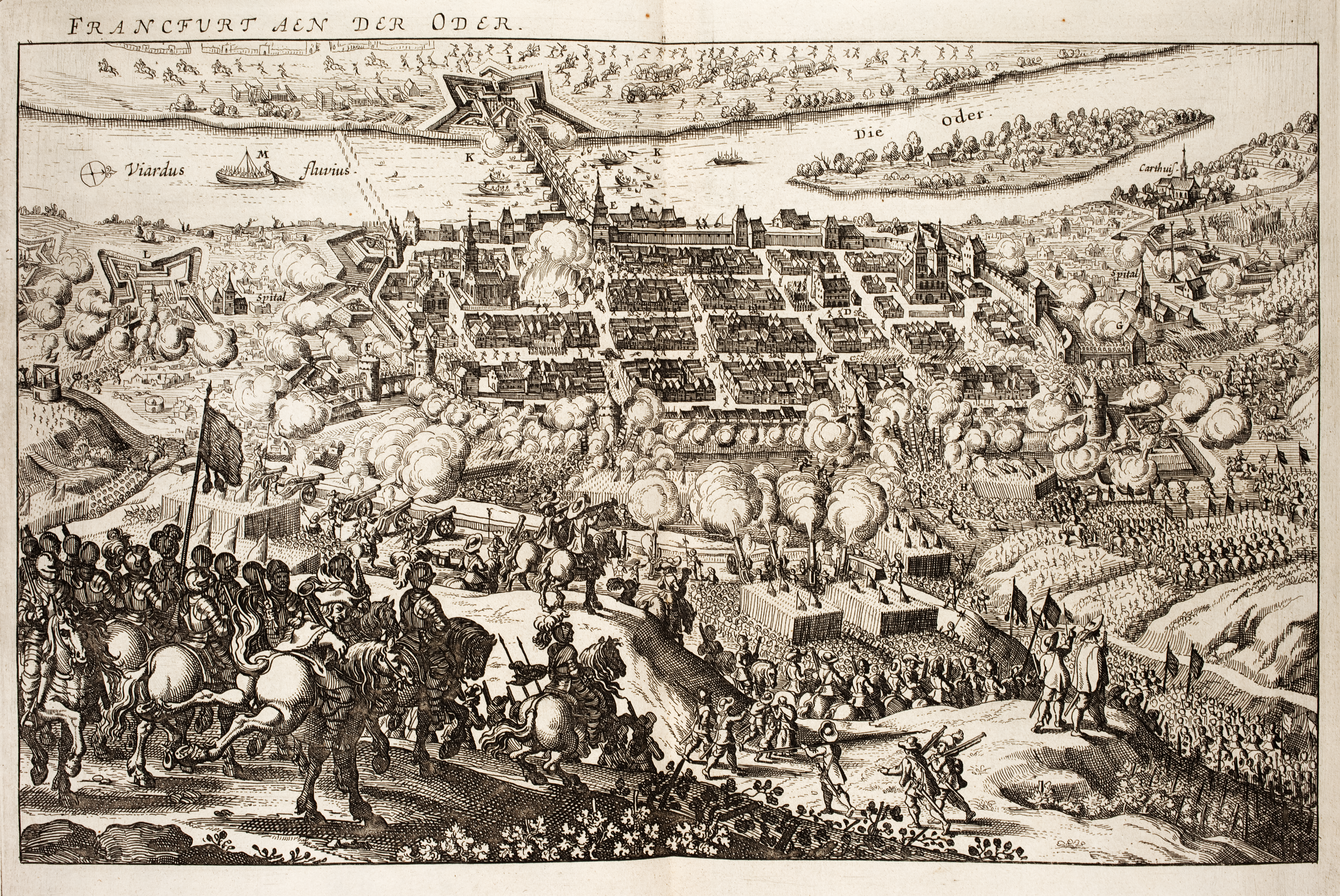
La battaglia di Francoforte sull'Oder, di Matthäus Merian

Il duca di Pomerania, a quel punto, iniziò a fornire il proprio supporto attivo agli svedesi: in breve tempo raccolse 10 000 fanti e 3000 cavalieri. Queste risorse si rivelarono preziose dal momento che gli svedesi poterono sfruttare parte dei loro militari per adibirli alle coltivazioni sul posto per sostenere l'esercito durante la campagna militare.
Gustavo Adolfo iniziò a pensare che Tilly stesse preparando, malgrado l'approssimarsi dell'inverno, una nuova marcia su Neuruppin per riprendere la città e rompere l'assedio a Greifswald. Dal momento che quell'assedio risultava importante per gli svedesi, il sovrano ordinò al generale Horn di marciare verso Friedland per assicurarsi che Knyphausen non dovesse distogliere delle truppe dall'assedio per impedire a Tilly di raggiungere Greifswald.
Il re di Svezia si portò nuovamente sul corso del fiume Oder, intenzionato a spazzare via le truppe del conte di Tilly e per questo si propose di marciare verso Francoforte e verso Landsberg. Tilly, non dando peso a queste mosse, continuò a marciare a sud verso Stargard e verso Neu–Brandenburg. Stargard non era una piazzaforte facilmente difendibile e difatti, poco dopo, questa venne attaccata dagli imperiali con una veemenza mai vista prima. 

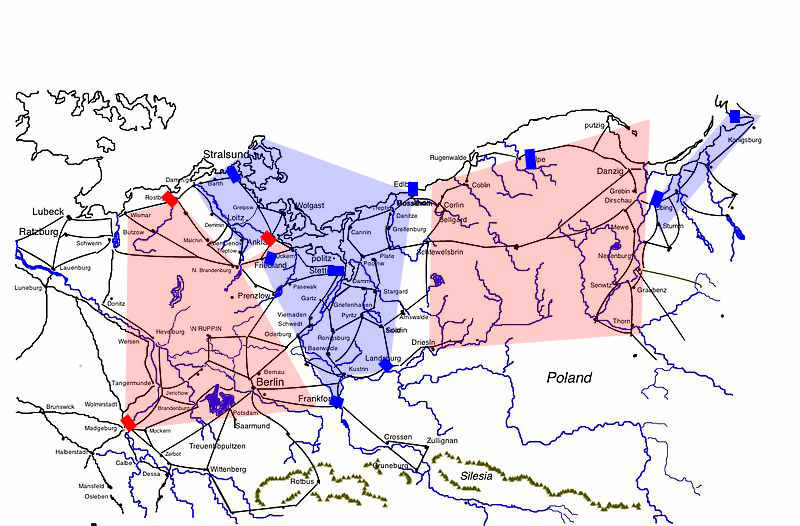
Le posizioni degli imperiali (in rosa) e degli svedesi (in azzurro) dopo la conquista di Landsberg e Francoforte da parte di Gustavo Adolfo di Svezia.

Dopo questo assedio, Tilly e gli imperiali si ritirarono, non riuscendo a sfruttare a pieno questa sua vittoria. Il re di Svezia proseguì comunque verso Francoforte, ma venne informato sulla strada che gli imperiali avevano lasciato un drappello di uomini a Landsberg. Malgrado ciò, il re continuò la sua avanzata verso sud.
Gustavo Adolfo giunse davanti a Francoforte il 3 aprile 1631, venne fatta una breccia nelle mura cittadine e la piazzaforte locale venne catturata. Questa battaglia fu una delle vittorie più brillanti della causa protestante nella guerra dei trent'anni. Terminato l'assedio, il re riprese la sua avanzata marciando verso Landsberg dopo aver sconfitto il locale distaccamento di cavalleria imperiale.
Il 15 aprile, il re di Svezia posizionò il suo esercito appena fuori Landsberg. Il generale Banér, con cinque reggimenti, lasciò Francoforte e si unì all'armata principale nell'assedio di Landsberg. L'assedio iniziò in quello stesso giorno. Appena fuori dalla città di Landsberg si trovava una possente fortezza trincerata ed era chiaro per Gustavo Adolfo che se gli svedesi volevano conquistare la città avrebbero dovuto prima prendere questa fortezza. Dopo un breve scambio di colpi d'artiglieria ed il respingimento di una sortita, la città di Landsberg si accordò per la resa agli svedesi ed il giorno successivo 4000 soldati imperiali abbandonarono la città e la fortezza.

### Difficoltà diplomatiche e la caduta di Magdeburgo
Con la recente serie di vittorie, gli svedesi si erano assicurati il controllo dell'area conquistata. Gustavo Adolfo di Svezia aveva a questo punto davanti a sé due opzioni: la prima era quella di marciare attraverso la Slesia così da portarsi nelle terre della Corona boema (corona di proprietà dell'imperatore Ferdinando) e quindi direttamente su Vienna costringendo così gli Asburgo ed i cattolici a sottoscrivere una pace dopo l'occupazione di Vienna. La seconda opzione era quella di marciare verso la città di Magdeburgo e di dare assistenza all'assedio che si stava svolgendo in essa così da unirsi coi propri potenziali alleati in loco. Malgrado le ambizioni di re Gustavo Adolfo, egli aveva promesso di portare aiuto alla città assediata non appena possibile e tutto ciò che aveva fatto sino a quel momento era di inviare un ufficiale per supervisionare la costruzione delle fortificazioni difensive della città, allenare la milizia locale e supervisionare l'assedio una volta che questo fosse iniziato.

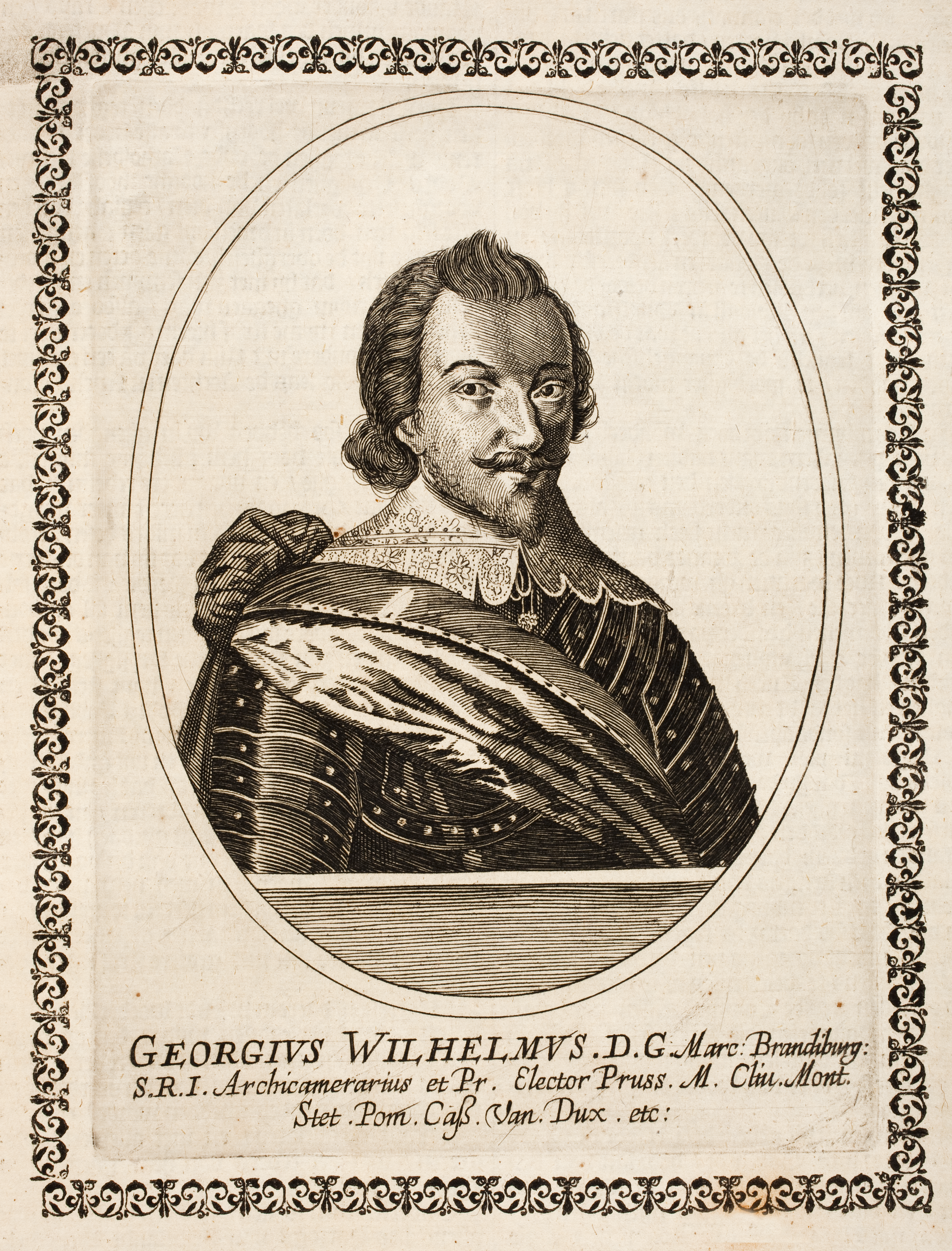
Giorgio Guglielmo, elettore di Brandeburgo e duca di Prussia, era uno dei grandi magnati tedeschi durante la guerra dei trent'anni. Sua sorella era la regina di Svezia. Cercò una politica di neutralità per gran parte della guerra ma non riuscì a mantenere i suoi feudi lontani dal conflitto dal momento che la Svezia occupò gran parte delle regioni costiere della Prussia ducale a partire dal 1623. Fu uno dei principi protestanti tedeschi la cui condotta creò dei problemi agli svedesi durante la loro campagna militare in Germania. Il suo governo fu in gran parte diretto dai suoi ministri.

Ad ogni modo, malgrado il fatto che apparisse ormai chiaro che il re di Svezia propendesse per la seconda opzione così da consolidare i possedimenti raggiunti con fatica nella Germania settentrionale, questa soluzione si rivelò altrettanto complessa. L'obbiettivo di Gustavo Adolfo a Magdeburgo, per quanto non altrettanto ambizioso rispetto alla conquista di Vienna, gli avrebbe inoltre assicurato il supporto delle principali potenze protestanti tedesche. Dopo aver preso Landsberg e Francoforte, il re, prevedendo che il conte di Tilly sarebbe avanzato verso Neuruppin passando per Kostrzyn, ordinò che il ponte sull'Oder nei pressi di quest'ultima città fosse distrutto. Kostrzyn era però parte dell'elettorato di Brandeburgo e il principe-elettore locale, Giorgio Guglielmo (cognato del sovrano svedese) sentì violata la propria condizione di neutralità rispetto al conflitto. Oltre al fatto che sua sorella era la regina di Svezia, Giorgio Guglielmo era vassallo del cugino di Gustavo, Sigismondo III Vasa, per quanto concerneva il territorio del ducato di Prussia.
Gustavo Adolfo di Svezia voleva fare della cittadella di Spandau, presso Berlino, la sede delle proprie operazioni e proprio quartier generale per la campagna in Germania. Anche questo luogo, ad ogni modo, si trovava nel regno di Giorgio Guglielmo. Il re di Svezia si incontrò con Giorgio Guglielmo di Brandeburgo e gli espresse il desiderio di ottenere il controllo sia di Kostrzyn che di Spandau, ma come era prevedibile l'elettore gli negò questa possibilità, malgrado le loro relazioni e la loro causa comune. Gustavo Adolfo a questo punto disse all'elettore che se non avesse concesso ad uso degli svedesi tali posizioni volontariamente, le avrebbe prese con la forza. Giorgio Guglielmo, che si sentiva diplomaticamente isolato sia dalla Sassonia che dagli Asburgo, dovette infine cedere alle richieste del re di Svezia, ma non lo fece completamente tenendo fede ai patti.
La situazione era tesa anche in Pomerania dove il duca locale non stava fornendo agli svedesi il numero convenuto di uomini e risorse per la guerra in atto, in particolare per la situazione dell'inverno e la difficoltà di mantenere nello specifico i cavalli della cavalleria.
Acquisito il controllo di Spandau, Gustavo Adolfo di Svezia si portò in direzione di Magdeburgo l'8 maggio. Fu all'altezza della città di Dessau – presso il confine con l'elettorato di Sassonia - che il sovrano svedese seppe delle condizioni che, sottobanco, Giorgio Guglielmo aveva imposto sull'occupazione delle due città. Diverse erano le vie tramite le quali gli svedesi avrebbero potuto raggiungere la città di Magdeburgo, ma quelle a sud erano state occupate dalle forze imperiali. 

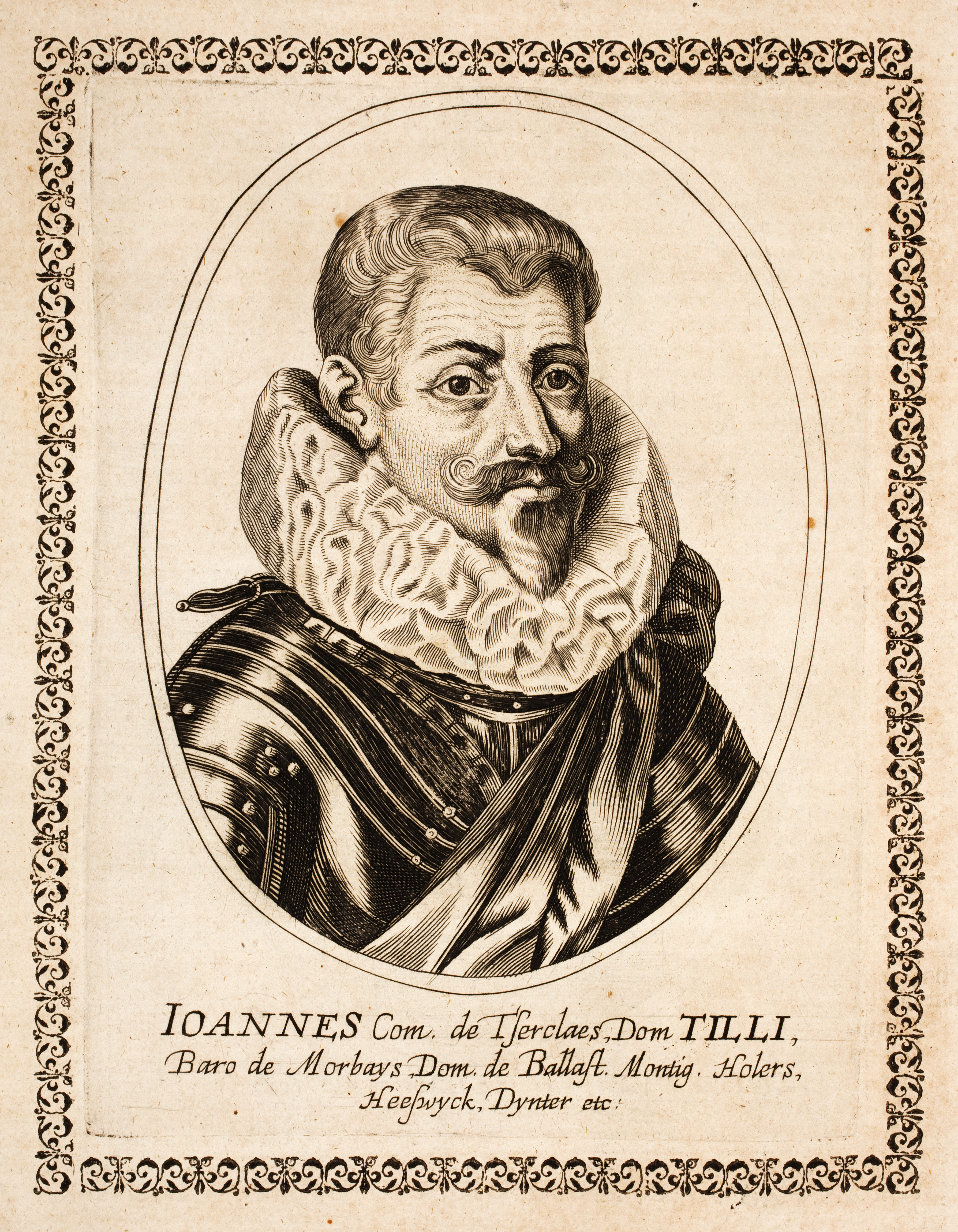
Incisione rappresentante Johann Tserclaes, conte di Tilly

Inoltre, gli svedesi non disponevano di un numero consistente di pontieri per erigere un ponte sull'Elba che avrebbe certamente velocizzato le loro operazioni di passaggio e conquista. L'acquisizione della città di Dessau si rivelò dunque la via più veloce e diretta per giungere all'obbiettivo.

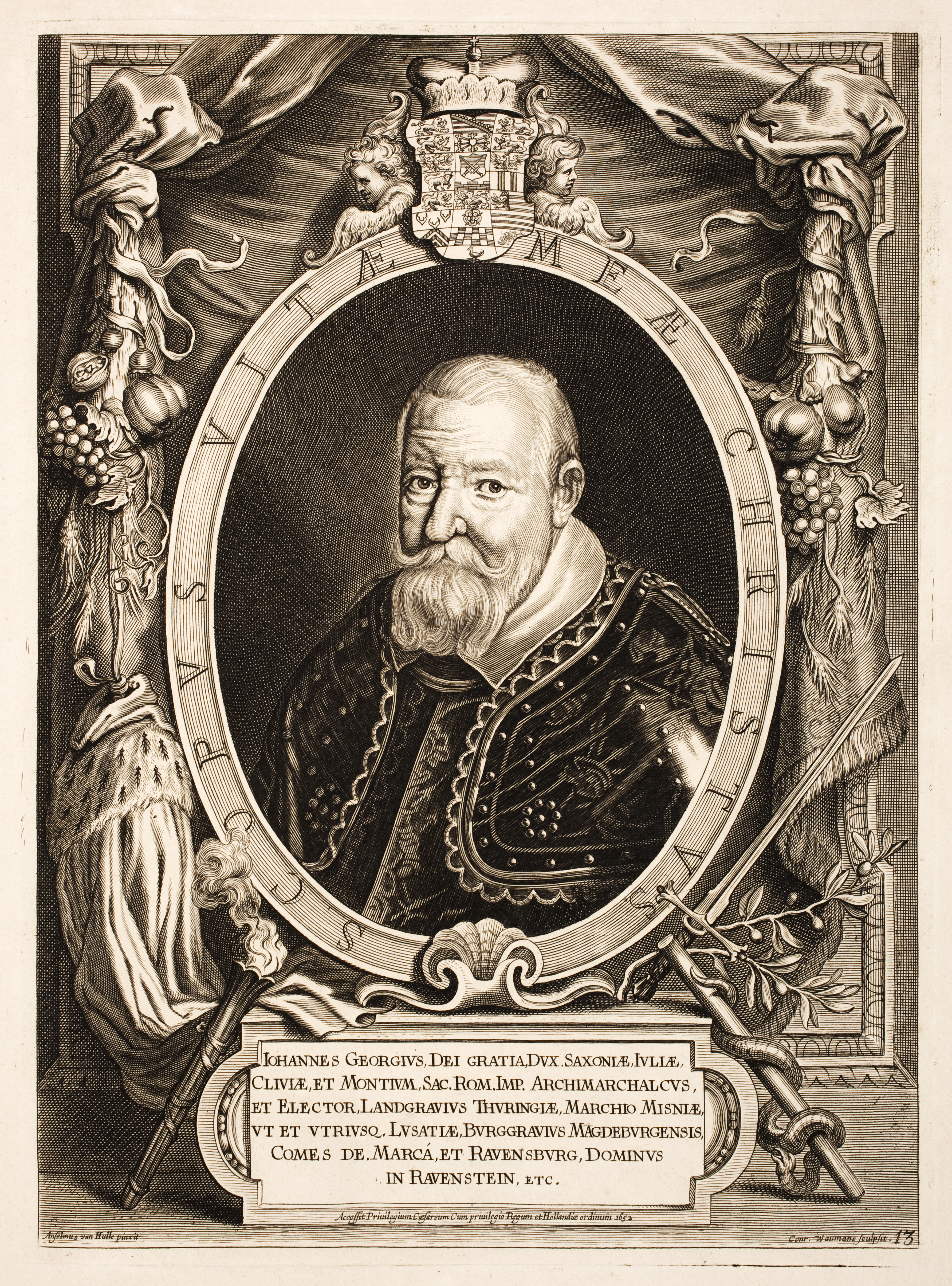
Incisione rappresentante l'elettore Giovanni Giorgio I di Sassonia.

Il confronto per Gustavo Adolfo era ora con l'elettore di Sassonia, Giovanni Giorgio I, col quale il re di Svezia sperava di avere maggior fortuna che col cognato in Brandeburgo. Giovanni Giorgio, che temeva la crescente potenza del Brandeburgo nell'area (e degli Hohenzollern in generale), aveva votato favorevolmente per l'elezione di Ferdinando d'Asburgo al trono imperiale ed a questi si era alleato nel contrastare le rivolte in Boemia, se non altro perché l'imperatore gli aveva garantito il possesso della ricca regione della Lusazia che sino ad allora era stata parte della Boemia. Con queste azioni, dunque, pur essendo protestante, l'elettore di Sassonia si era automaticamente isolato da tutti gli altri principi protestanti tedeschi.
Dopo una serie di ambasciate e scambi di lettere tra Giovanni Giorgio e Gustavo Adolf, l'elettore di Sassonia negò al re di Svezia l'accesso delle truppe di quest'ultimo nei territori del primo. Giovanni Giorgio disponeva di un esercito di 40 000 uomini e questo avrebbe potuto essere un ostacolo per la Svezia nella sua avanzata in Germania.

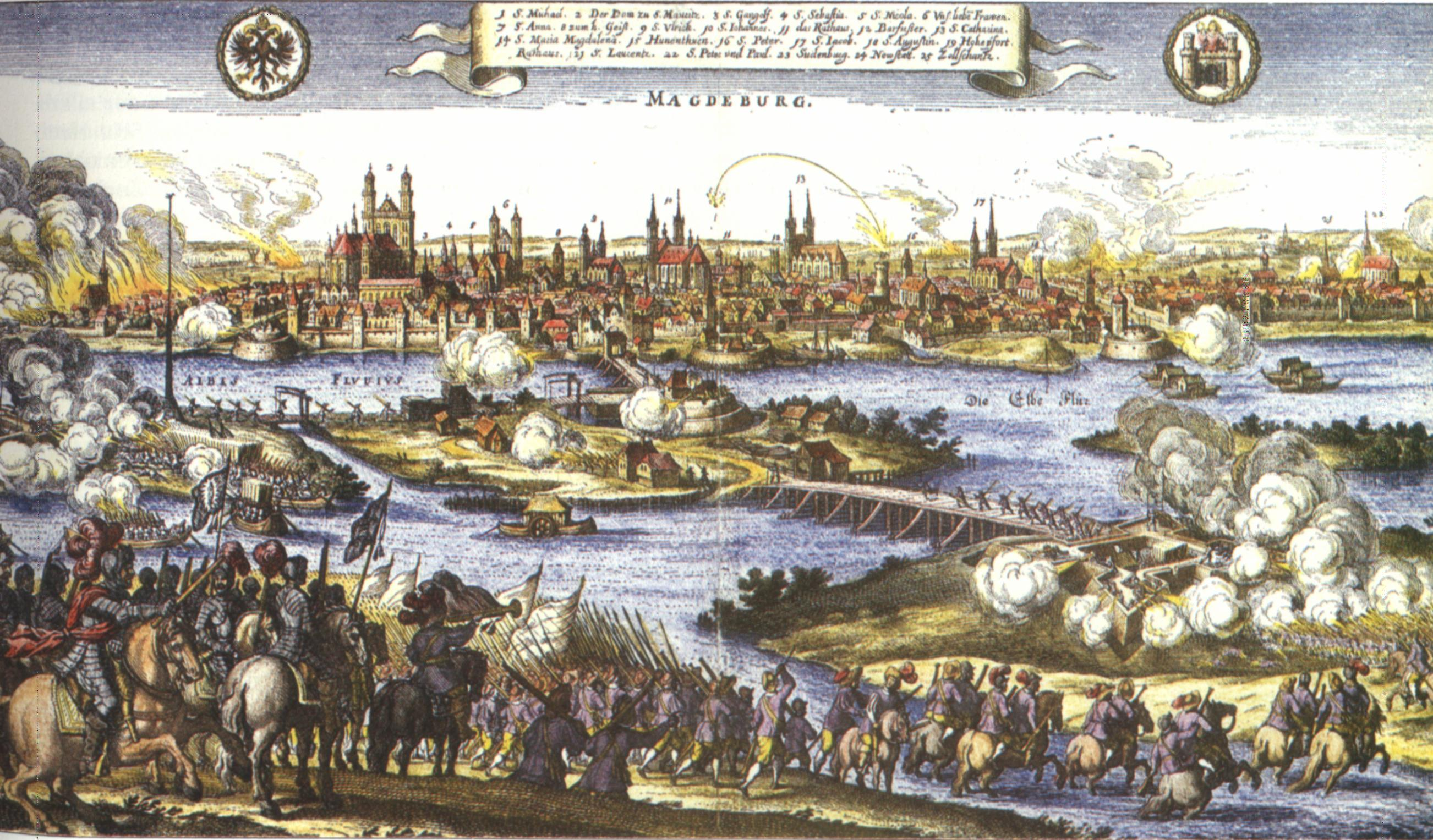
Il sacco di Magdeburgo. Dei 30000 abitanti della città, solo 5000 sopravvissero.

La città di Magdeburgo si trovava in una posizione disperata. Sebbene inizialmente fossero solo 6000 gli imperiali impegnati nella città al comando del generale Pappenheim, il conte di Tilly a metà aprile vi aveva portato altri 25 000 uomini. Il colonnello Falkenburg era stato inviato in città per sovrintendere alle fortificazioni ed aveva portato con sé 2500 uomini in supporto alla milizia locale. Ad ogni modo, il colonnello ora si trovava con un esercito di molto superiore al proprio e malgrado le notizie positive delle vittorie degli svedesi ad est, la situazione a Magdeburgo appariva ancora disperata. Il morale in città era a terra. All'inizio di maggio, il conte di Tilly iniziò a negoziare con la città. Egli temeva che gli svedesi avrebbero potuto levare l'assedio alla città e da lì penetrare nei possedimenti imperiali. Ad ogni modo nulla pervenne da questi negoziati. Il 19 maggio Tilly era così preoccupato che propose un ultimo assalto alla città, proponendosi di accettare unicamente una resa incondizionata da parte della città. Il consiglio comunale cittadino si accordò per la resa della città, ma il colonnello Falkenburg richiese urgentemente una seduta del consiglio per conferire coi suoi membri alle quattro di mattina del giorno successivo. Per quanto vi fossero in atto ancora dei negoziati, Tilly accelerò i tempi assaltando la città per costringerla alla resa immediata. Molti ufficiali e soldati abbandonarono le opere difensive. Falkenburg, quando seppe dell'assalto, sebbene ritenesse tale mossa scorretta nei confronti del consiglio che ancora doveva prendere una decisione, radunò subito tutti gli uomini possibili e si oppose all'assedio. Malgrado un iniziale successo, il colonnello Falkenburg morì nella difesa della città. Poco dopo la città venne saccheggiata dagli imperiali.
Questo provocò l'adesione definitiva della Sassonia all'alleanza svedese, che venne ratificata il giorno 11 settembre.

### L'Elba
Ricevuta la notizia della caduta della città di Magdeburgo, il re di Svezia ordinò alle sue forze di ritirarsi verso il fiume Oder. Molti incolparono Gustavo Adolfo della caduta di Magdeburgo, al punto tale che il sovrano si vide costretto a pubblicare un manifesto nel quale incolpava ufficialmente Giovanni Giorgio del crollo della città nelle mani del nemico. Il re di Svezia temeva che il conte di Tilly avrebbe tratto vantaggio da questa vittoria e per questo si prese del tempo per assicurarsi la linea del fiume Oder. Innanzitutto egli ordinò al generale Horn di ricostruire il ponte che era stato distrutto presso Schaumberg così da poterlo attraversare se fosse stato necessario; in secondo luogo ordinò che Francoforte fosse pesantemente fortificata.

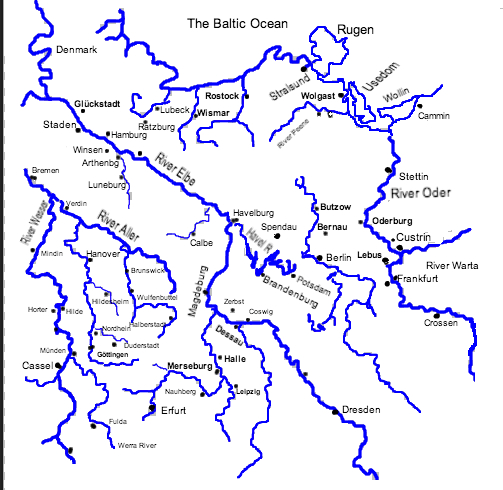
Mappa della Germania settentrionale con la regione del corso del fiume Elba

Il re di Svezia diede inoltre anche delle disposizioni per l'esercito: il generale Banér ebbe il controllo del centro; le sue forze si disposero nel Brandeburgo, tra Rathenow, Potsdam, Bernau e Bützow. Fehrbellin era il quartier generale delle sue operazioni.
Horn ottenne il settore est, ma disponeva di soli 1500 uomini con sé. Dopo la sconfitta a Magdeburgo, egli avrebbe dovuto avere particolare cura della difesa dei ponti di Francoforte, Landsberg e Schaumberg. Egli venne incaricato anche di reclutare militari nell'area per la causa svedese.
Mentre il re stava preparando i suoi piani per la sua avanzata verso Stettino, lo zar Alessio di Russia inviò un'ambasciata informando il re di Svezia la sua disponibilità ad offrirgli delle truppe ausiliarie. Il re Gustavo Adolfo, cordialmente, rifiutò l'offerta ringraziando comunque lo zar per la sua disponibilità.
Malgrado i timori di Gustavo Adolfo dopo la vittoria del generale Tilly, quest'ultimo non cercò di avanzare verso gli svedesi e di respingerli verso il mare come tutti si aspettavano. Il timore del conte di Tilly era rappresentato infatti dalle forze del langravio d'Assia-Kassel, Guglielmo V, che si stavano assemblando. Questi era uno dei pochi ferventi sostenitori degli svedesi e della loro campagna in Germania.

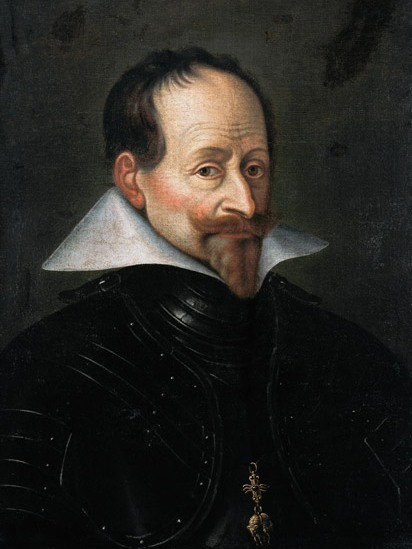
Massimiliano I, elettore di Baviera, duca ed elettore palatino nonché presidente della Lega Cattolica. Massimiliano era un politico particolarmente dotato ed uno dei principali beneficiari della guerra dei trent'anni. Dopo la rivolta di Federico V contro l'imperatore Ferdinando, che diede inizio a tutto il conflitto, Massimiliano venne ricompensato con la dignità elettorale che era appartenuta sino a quel momento al cugino Federico V, la più prestigiosa tra i principi elettori dell'impero.

Il conte di Tilly era intenzionato ad evitare che le sue forze fossero circondate ad ovest da quelle dell'Assia-Kassel e dagli svedesi ad est, trovandosi così stretto in una morsa mortale. Di conseguenza, il generale Tilly marciò a nord con 17 500 fanti, 7000 cavalieri e 28 cannoni. Sulla strada ricevette altri 9000 fanti e 2000 cavalieri dalla Lega Cattolica e quattro reggimenti dai Paesi Bassi spagnoli. Oltre a questi, altri 25 000 uomini stavano portandosi dall'Italia in Germania ma erano in estremo ritardo e raggiunsero l'area dell'Elba solo l'anno successivo.
Giovanni Giorgio di Sassonia nel frattempo rispose chiaramente al discorso del re di Svezia dicendo che egli si sarebbe opposto a qualsiasi esercito, di ambo le fazioni in guerra, che avesse osato marciare coi propri uomini attraverso il suo territorio, intenzionato a mantenere una assoluta neutralità nel conflitto. Tilly temeva dal canto suo che la Sassonia avrebbe presto o tardi finito per aderire alla causa della Svezia sia per le comuni visioni religiose, sia soprattutto per il crollo di Magdeburgo.
Il re di Svezia, a questo punto cercò di fortificare la sua posizione: da Spandau si portò a Berlino e costrinse l'elettore di Brandeburgo a sottoscrivere un nuovo trattato di alleanza con lui che prevedeva, oltre alla riconferma delle precedenti condizioni, anche il sostegno alla causa svedese con la somma di 30 000 talleri al mese.
Un gruppo di soldati imperiali che era rimasto isolato dagli altri, venne avvistato nei pressi di Malchin. Questo fece spaventare Gustavo Adolfo che temeva che gli imperiali volessero levare l'assedio di Greifswald e pertanto ordinò al comandante svedese dell'area, Åke Tott, di disporre tutte le forze in suo possesso nei pressi di Greifswald e di conquistare la città. Dopo l'uccisione del comandante della cittadella locale nei bombardamenti iniziali, le forze imperiali rimanenti in città inviarono un'ambasciata di resa a Tott il 25 giugno successivo chiedendo la pace. Il re di Svezia promosse Tott al rango di feldmaresciallo e lo impiegò per l'avanzata verso Meclemburgo.
Tilly comprese che la Sassonia doveva prendere una posizione chiara nei confronti del conflitto e per questo iniziò a marciare a nord verso l'Assia-Kassel, assediando Oldisleben e Mühlhausen nel giugno di quello stesso anno. Prese poi anche Gotha, Eisenach e Weimar. Erfurt si conquistò la salvezza pagando. Il conte di Tilly inviò degli emissari al langravio d'Assia-Kassel ordinandogli di disperdere le proprie forze, di cui 6000 uomini si trovavano presso città chiave. Guglielmo si rifiutò di accondiscendere agli ordini di Tilly ed assemblò le sue forze a Kassel.
Nel contempo, 8000 nuovi fanti giunsero dalla Svezia. Questi avevano il compito di marciare verso il Meclemburgo e di prestare servizio sotto il generale Tott. Nel contempo giunsero anche 7000 soldati inglesi al comando del marchese Hamilton. Questi soldati giunsero lungo il fiume Peene, anziché lungo il Weser come gli svedesi si sarebbero aspettati. Il re Gustavo Adolfo ordinò loro di marciare verso Horn che ne distribuì 4000 lungo la linea del fiume Oder.
Il re di Svezia si spostò verso il fiume Elba. Con 7000 fanti di linea e 3000 cavalieri, procedette quindi verso il Brandeburgo.

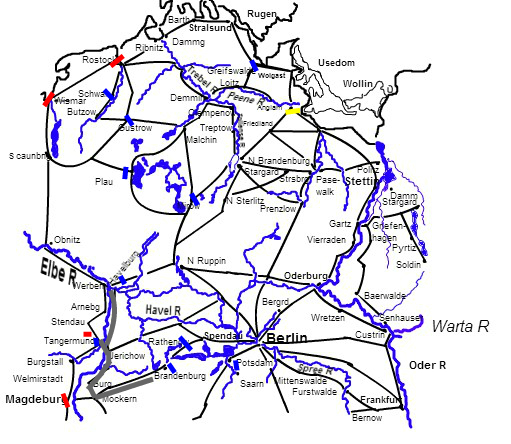
L'avanzata degli svedesi nell'area dell'Elba. I rinforzi inglesi sono indicati in giallo.

Mentre il re svedese si trovava presso la città di Jerichow, il generale imperiale Pappenheim si trovava a Tangermünde, poco più a nord sull'altra sponda dell'Elba. Il sovrano era intenzionato a far credere a Pappenheim di essere sul punto di spostarsi verso Magdeburgo ed iniziò per questo a marciare in quella direzione. Pappenheim, cercando di prevenire il nemico, si portò anch'egli a marciare verso Magdeburgo. Ad ogni modo gli svedesi, improvvisamente, iniziarono a marciare verso nord, lasciandosi alle spalle poche centinaia di soldati. Gli svedesi catturarono così facilmente Tangermünde e la sua cittadella. Gli svedesi raccolsero quante più navi possibili ed avanzarono lungo l'Elba prendendo la città di Werben. Vennero erette delle nuove fortificazioni alla confluenza dei fiumi Havel ed Elba, nei pressi di Werben.
Tilly, dopo aver saputo della sconfitta di Pappenheim, avanzò da sud per scontrarsi con gli svedesi. Prese posizione a Wolmirstedt, (con un totale di 27 000 uomini), mentre gli svedesi si trovavano nella città appena conquistata con 16 000 uomini.
Il re di Svezia si trovava ad Arneburg. Questi optò per concentrare li la sua cavalleria. Dopo aver indagato le posizioni del nemico, spostò le sue forze la notte del 1º agosto. Prima di aver raggiunto il villaggio di Burgstall divise i 4000 uomini a sua disposizione in tre colonne. La prima colonna, al comando del rheingravio di Salm-Kyrburg, ottenne il comando di attaccare Burgstall; la seconda colonna attaccò Angern; la terza colonna col re, posta tra le due forze, avrebbe puntato su Rheindorf.
L'attacco del rheingravio ebbe il successo sperato e riuscì a prendere Burgstall e tutti i rifornimenti ivi conservati. La colonna guidata dal re raggiunse Rheindorf per scoprire che il generale Tilly aveva adeguatamente preparato il proprio esercito per lo scontro. Malgrado il fatto che fossero solo in 300 col re di Svezia in testa, Gustavo Adolfo guidò una carica contro il reggimento nemico, spazzandolo via. Ancora una volta la vita di Gustavo Adolfo venne messa in pericolo da lui stesso, che venne salvato solo dal coraggio di un capitano.
Di fronte a quest'ennesima sconfitta, Tilly optò per ritirarsi verso Tangermünde a sud. Horn successivamente giunse con 9000 soldati da Rathenow, fatto che fece spaventare ancora di più il conte di Tilly e lo fece ritirare a Wolmirstedt. Tra il 5 e l'8 agosto, il giorno della sua ritirata strategica, Tilly aveva perso in tutto 6000 uomini, oltre ad un certo numero di diserzioni.
Le conseguenze della risonante vittoria ottenuta da Tilly a Magdeburgo vennero annullate da questa sconfitta, non avendo saputo cogliere il momento giusto per sopraffare il nemico.

### L'Assia–Kassel e la Sassonia

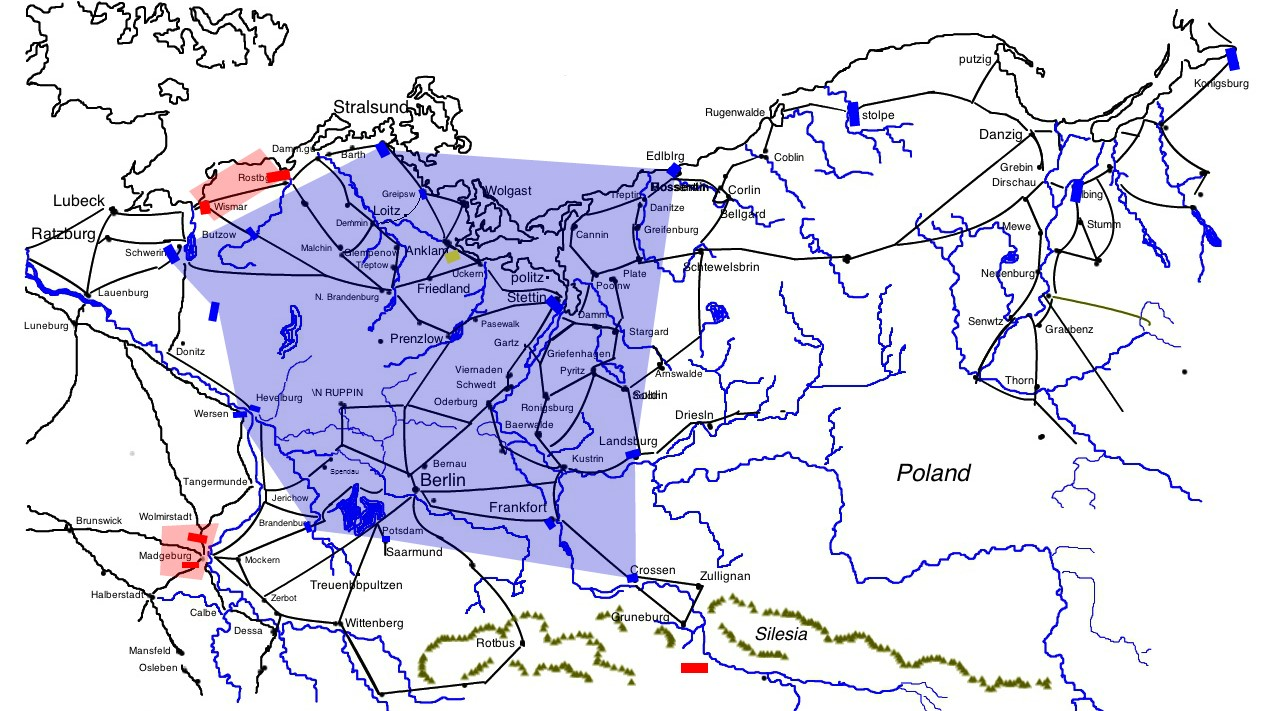
La situazione strategica in Germania nell'agosto del 1631

Alla fine al conte di Tilly giunsero i rinforzi dall'Italia. Mentre questi erano in marcia dall'Italia, ad ogni modo, il generale era preoccupato che gli svedesi che si trovavano sulla sponda orientale dell'Elba tentassero una sortita e per questo si pose coi suoi uomini a Wolmirstedt per trovarsi sufficientemente vicino all'Assia-Kassel, alla Sassonia ed al Brandeburgo.
Il re di Svezia si trovava a Werben e fu qui che incontrò infine Guglielmo d'Assia-Kassel. Il langravio concluse un trattato con gli svedesi con l'obbiettivo di respingere le forze imperiali in cambio della protezione degli svedesi.
Gustavo Adolfo lasciò il suo accampamento presso Werben al comando dei generali Baudissin e Teuffel con 18 000 uomini, forze sufficienti a contrastare un eventuale attacco imperiale. L'obbiettivo del sovrano svedese era ora quello di spingere Tilly in Sassonia e quindi costringere l'elettore locale a prendere la decisione di schierarsi al suo fianco o contro di lui.
A Tangermünde, Tilly informò gli assiani della necessità per loro di sottomettersi al governo imperiale e procedere col loro disarmo, ma dopo un breve scontro con l'armata del duca Bernardo di Sassonia-Weimar, si ritirarono. La regione venne comunque devastata e gli imperiali ripiegarono su Lipsia. Tilly giunse poi a Halle il 4 settembre e procedette quindi verso Merseburg dove ordinò a Giovanni Giorgio di mettere a tacere le armi e di portarsi con un suo contingente a servire sotto la bandiera imperiale.
Giungendo presso Lipsia due giorni dopo, Tilly ordinò a Giovanni Giorgio di rifornire le sue truppe di vitto e assistenza medica.
L'8 settembre il conte di Tilly giunse alla periferia di Lipsia e chiese dei rifornimenti alla capitale del ducato per il suo esercito. L'elettore non si trovava in quel momento nella capitale, e pertanto il consiglio cittadino decise di resistere per difendere la città dall'aggressore. Il generale imperiale devastò l'intera area attorno alla città, chiedendo sempre rifornimenti per il proprio esercito che però gli vennero negati per la seconda volta. Gli imperiali si misero quindi a costruire delle trincee per accogliere dei cannoni pesanti che vennero posti a Pfaffendorf, un villaggio appena fuori Lipsia, e bloccarono ogni strada di accesso alla città, in particolare quella verso Duben (a nord-est) da dove sarebbero potuti giungere dei rinforzi dagli svedesi. Il consiglio cittadino inviò un emissario all'elettore, ma questi non riuscì ad oltrepassare i blocchi del nemico e pertanto il 16 settembre, sotto costante minaccia, la città dovette arrendersi al generale Tilly. 400 000 fiorini vennero pagati agli imperiali perché la città fosse risparmiata dalle devastazioni. Avendo occupato la città, Tilly ricevette la notizia dell'arrivo degli svedesi e dei sassoni da nord.
Il 10 settembre, Gustavo Adolfo concluse finalmente il proprio trattato con Giovanni Giorgio, il quale decise quindi i opporsi contro gli imperiali e di schierarsi con gli svedesi. Subito dopo il sovrano di Svezia diede ordine di concentrare tutte le forze disponibili. Tott ebbe la responsabilità di mantenere le comunicazioni ed i rifornimenti per gli svedesi in caso di ritirata. Il sovrano attraversò quindi il fiume Elba con la sua armata e raggiunse Düben il 15 settembre e si incontrò con l'elettore di Sassonia che all'epoca disponeva di 16-20 000 uomini al suo comando. I due si accordarono per operare insieme contro Tilly col quale in particolare l'elettore era furioso per le devastazioni compiute dagli imperiali nell'area. L'esercito alleato lasciò il 16 settembre la città di Düben in direzione di Walkau. Il giorno 17 l'esercito alleato ripartì per un'altra marcia sino alla piana davanti alla città di Lipsia dove incontrarono gli imperiali.

### La battaglia di Breitenfeld

La Battaglia di Breitenfeld

Lo scontro tra i tre eserciti ebbe inizio a mezzogiorno e perdurò per le sei ore successive. Le prime due ore furono perlopiù uno scambio di artiglieria. A questo fece seguito una carica di cavalleria imperiale alla linea dei protestanti. L'attacco della cavalleria travolse le truppe sassoni e il fianco sinistro svedese. L'esercito imperiale si dedicò quindi ad un attacco generale al nemico. Gli svedesi riposizionarono la loro seconda linea di fuoco per coprire il fianco sinistro dopo il primo attacco e contrattaccarono a loro volta con la loro cavalleria. L'attacco all'ala sinistra dell'armata imperiale venne guidato personalmente da Gustavo Adolfo che riuscì così a catturare l'artiglieria imperiale ed a bloccare il fianco sinistro del nemico. Gli imperiali collassarono e più dell'80% delle forze di Tilly furono uccise o catturate.
Il generale Pappenheim venne costretto a lasciare il campo dopo diverse ore di combattimento senza sosta, ritirandosi a 15 chilometri a nordovest, presso Halle.
Dopo il combattimento, ormai al tramonto, la linea dell'esercito della Lega Cattolica fu spezzata. Tilly e Pappenheim erano entrambi feriti, ma riuscirono a scappare dal campo di battaglia. 7600 furono i soldati imperiali rimasti uccisi nell'operazione, e 6000 i prigionieri. L'artiglieria sassone, venne ripresa assieme a quella imperiale già conquistata ed a 120 bandiere reggimentali. Quando fu chiara la vittoria, il re di Svezia scese da cavallo, si inginocchiò e pregò Dio per la vittoria ottenuta.

### La valle del Meno

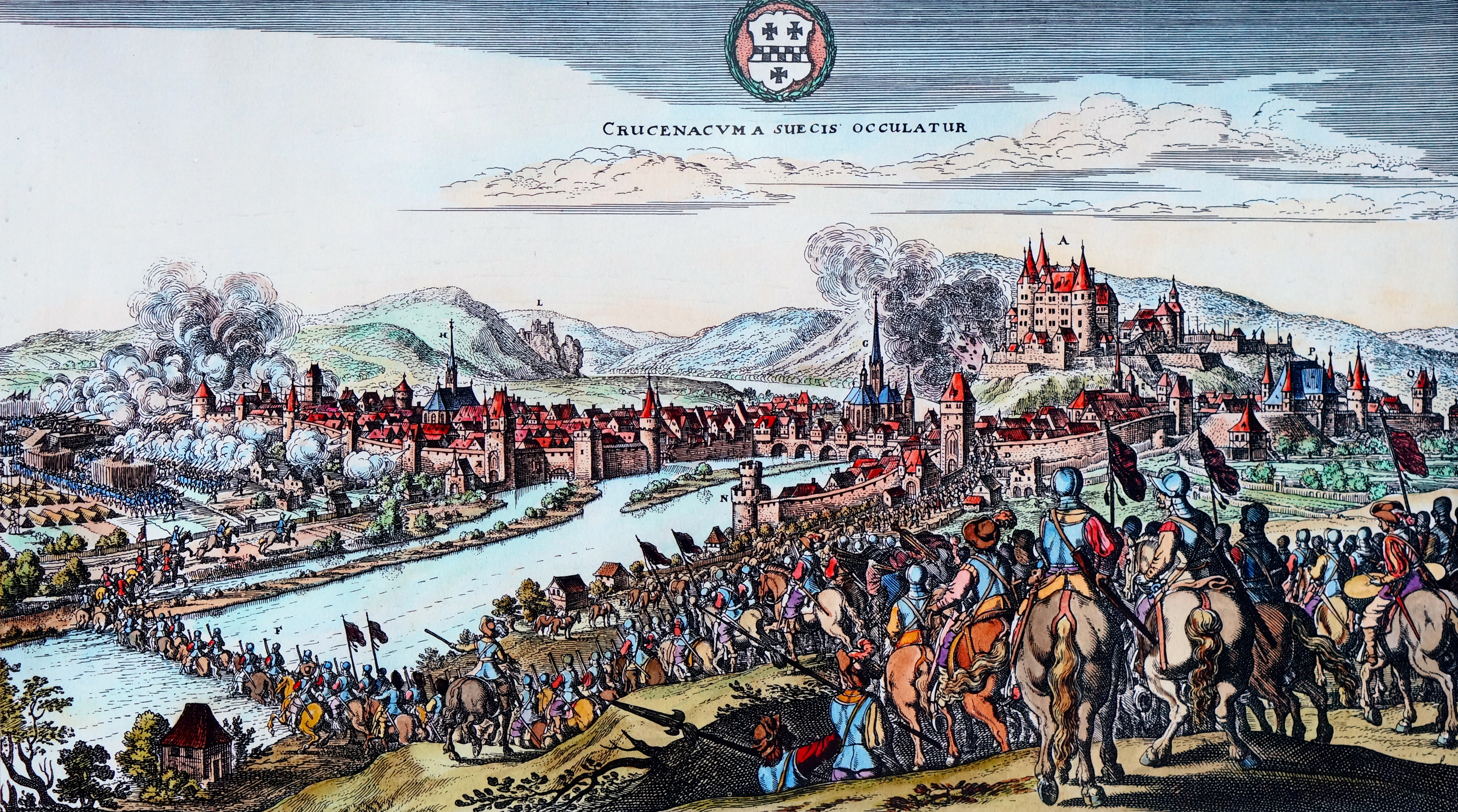
la presa di Kreuznach da parte delle truppe svedesi nel febbraio del 1632

Dopo la vittoria svedese, dopo 12 anni di guerre, i protestanti in Germania avevano raggiunto per la prima volta una posizione forte in grado di porsi in contrasto diretto con l'impero. Con la distruzione dell'esercito imperiale, che si ritirò lungo il fiume Weser, l'intera Germania si era trovata alla mercé dell'esercito svedese. Due erano le strategie possibili a questo punto per i protestanti: marciare direttamente nei possedimenti ereditari dell'imperatore e raggiungere così come in passato era stato programmato l'Austria ed attaccare quindi Vienna, la capitale imperiale, oppure marciare nella valle Meno ed attaccare i locali vescovati cattolici, fatto che avrebbe ripagato sia a livello materiale che spirituale l'animo dei soldati protestanti. Alla luce delle circostanze, ad ogni modo, il sovrano svedese si dimostrò strategicamente prudente. Pur avendo vinto una grande battaglia nel cuore della Germania, gli elettori di Sassonia e Brandeburgo, i suoi più potenti alleati, avevano lasciato molto a desiderare, ed avrebbero potuto cambiare schieramento nuovamente.

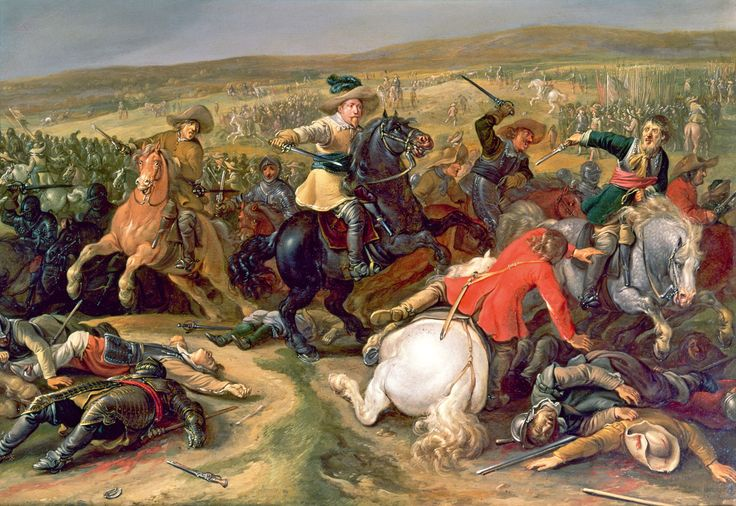
Il re svedese Gustavo Adolfo guida una carica di cavalleria

Agli svedesi si unirono i principi di Anhalt i quali negoziarono con la Svezia un trattato che prevedeva il pagamento di 300 000 rixdollars al mese e la costruzione di fortezze e ponti in punti strategicamente importanti a loro spese in cambio della protezione degli svedesi. Si tennero delle discussioni ed alla fine Gustavo Adolfo ne concluse che la miglior operazione da fare fosse di procedere col proprio esercito in Turingia, Franconia e Svevia. Da qui l'armata svedese con i suoi alleati avrebbe marciato verso la Baviera, con la quale Gustavo Adolfo aveva un personale conto in sospeso dal momento che l'elettore Massimiliano era uno dei suoi principali nemici in Europa. Questo piano, che si presentava tanto ambizioso quanto rischioso, trovò l'iniziale opposizione del cardinale Richelieu, primo ministro francese e principale finanziatore della campagna militare svedese.

### L'invasione della Baviera
Nel 1632, Gustavo Adolfo marciò in Baviera e il 15 aprile attraversò il fiume Lech, sconfiggendo nuovamente nella battaglia di Rain il conte di Tilly, che venne ferito a morte. Monaco fu occupata il 17 maggio e Massimiliano I di Baviera fu costretto a rifugiarsi a Salisburgo, sotto protezione imperiale.

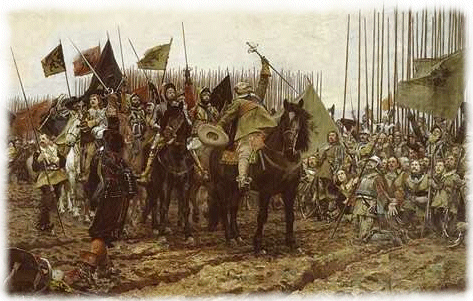
Gustavo Adolfo dopo la battaglia di Breitenfeld (1631)

In seguito a questa serie di sconfitte l'Imperatore Ferdinando II richiamò in servizio Albrecht von Wallenstein, affidandogli il compito di scacciare gli svedesi dal territorio imperiale; il nuovo esercito si diresse in Boemia, liberando Praga dall'occupazione sassone e ricacciando Giovanni Giorgio. Gustavo Adolfo decise di portarsi a Norimberga, dove eresse un campo fortificato. Ma questa si rivelò controproducente per gli svedesi: Wallenstein pose in luglio il campo sotto assedio; una volta consumate le scarse risorse della regione, l'esercito svedese fu falcidiato dalla fame e dalle epidemie, perdendo una buona parte dei propri uomini; un tentativo da parte di Gustavo Adolfo di spezzare l'accerchiamento assaltando la posizione dell'Alte Veste si risolse in un sanguinoso fallimento.
Anche le truppe imperiali stavano soffrendo per la scarsità di rifornimenti: dopo avere catturato Lipsia il 1º novembre, Wallenstein ritenne che la campagna fosse conclusa e cominciò a disperdere le proprie forze. Di questo errore approfittarono gli svedesi, che riuscirono ad attaccare gli imperiali ancora divisi; la battaglia di Lützen, svoltasi tra due eserciti di pari entità, si risolse in uno stallo sanguinoso in seguito a cui Wallenstein abbandonò il campo (e per questo all'epoca fu ritenuta una vittoria svedese). Ma Gustavo Adolfo era morto durante la battaglia, colpito mentre guidava una carica di cavalleria. Al trono svedese saliva la regina Cristina, di soli sei anni, mentre la guida politica della guerra veniva assunta dal cancelliere Axel Oxenstierna.

La morte di Gustavo Adolfo alla battaglia di Lützen (1632); il Re venne colpito tre volte

La morte di Gustavo portò a un repentino cambiamento nell'andamento del conflitto. Senza la sua guida e il suo prestigio le truppe svedesi e mercenarie che costituivano le sue forze si ammutinarono per avere assicurazioni sul pagamento del soldo. Anche dal punto di vista politico il partito protestante venne lacerato da divisioni e recriminazioni; la Francia, visto che la sorte del conflitto sembrava volgere a favore degli Asburgo, decise di aumentare l'appoggio offerto ai protestanti e, insieme ad Oxenstierna, patrocinò la formazione della Lega di Heilbronn, un'alleanza tra la Svezia e gli Stati di Renania, Svevia e Franconia, con il supporto economico francese, per "le libertà tedesche e la soddisfazione svedese".
Ma gli stati orientali, Sassonia e Brandeburgo, sollevarono obiezioni: la Sassonia rifiutò di unirsi alla lega e Oxenstierna poté solo convincere Giovanni Giorgio ad unirsi alla campagna di primavera con operazioni separate in Slesia. Invece Giorgio Guglielmo di Brandeburgo era in contrasto con la Svezia per il possesso della Pomerania, sulla quale accampava diritti ereditari; in seguito al rifiuto svedese di evacuare la regione, il Brandeburgo e i Circoli della Bassa e Alta Sassonia rifiutarono di unirsi alla Lega, che rimase quindi confinata alla Germania sud-occidentale.
Nel frattempo, in campo cattolico, suscitava sempre più apprensione la crescente sete di potere di Wallenstein, che tentò di portare avanti trattative separate; Ferdinando II inviò al comandante un messaggio che gli ordinava di abbandonare la sua campagna contro il Brandeburgo e la Sassonia e di portarsi in Baviera. Wallenstein rispose chiedendo ai propri ufficiali un giuramento di fedeltà alla sua persona. In seguito a questo fatto, il 18 febbraio 1634 l'Imperatore revocò la sua autorità di comando, e il 25 febbraio lo fece assassinare, insieme ai suoi più vicini collaboratori, ad Eger (l'odierna Cheb).
Il comando delle forze imperiali venne affidato a Ferdinando d'Ungheria, futuro imperatore con il nome di Ferdinando III, mentre suo cugino Ferdinando, cardinale-infante di Spagna, assunse la guida delle forze spagnole nel Nord Italia. I piani della campagna prevedevano che i due Ferdinando marciassero per riunire le loro forze e procedere poi ad ovest, liberando la Strada spagnola che conduceva ai Paesi Bassi. Il 22 luglio 1634 essi ripresero Ratisbona e marciarono in seguito lungo il Danubio; le forze svedesi, al comando di Gustav Horn e Bernardo di Sassonia-Weimar, si diressero contro gli imperiali per fermarne l'avanzata.
Le forze avversarie si scontrarono il 6 settembre 1634 nella battaglia di Nördlingen: le forze della Lega di Heilbronn, in inferiorità numerica, vennero totalmente sconfitte e Gustav Horn fu catturato. In seguito alla disfatta, la Franconia, la Svevia e il Württemberg caddero nelle mani degli imperiali quasi senza opporre resistenza, mentre le residue forze svedesi si ritiravano nella Germania del nord. Giovanni Giorgio di Sassonia, che non era mai stato tra gli oppositori più convinti dell'Imperatore, già da qualche tempo aveva cominciato a intavolare trattative che il 24 novembre 1634 avevano portato ad una prima bozza di accordi noti con il nome di Preliminari di Pirna; in seguito alla sconfitta protestante, le trattative vennero portate avanti, e condussero alla pace di Praga, che sanciva le seguenti condizioni:
- Spostamento della data di decorrenza dell'Editto di Restituzione di 40 anni
- Diritto ai protestanti di trattenere i territori ecclesiastici secolarizzati detenuti nel 1627
- Amnistia per i nemici dell'Imperatore che si fossero uniti agli scontri dopo l'intervento svedese nel 1630
- Divieto agli stati tedeschi di formare alleanze tra loro o con potenze straniere

Questa pace, tuttavia, non soddisfaceva né la Svezia, né la Francia, che decideva, a questo punto, di entrare attivamente nel conflitto, inaugurando una nuova fase del conflitto stesso, la cosiddetta fase francese, (1635-1648).

## Riassunto degli scontri ai quali presero parte gli svedesi nella guerra dei trent'anni
| Battaglia             | Soldati svedesi | Soldati imperiali | Perdite svedesi | Perdite imperiali | Risultato                 |
| --------------------- | --------------- | ----------------- | --------------- | ----------------- | ------------------------- |
| Francoforte sull'Oder | 13 000          | N/A               | 800             | 3000              | Vittoria svedese          |
| Werben                | 16 000          | 23 000            | Minori          | 6000              | Vittoria svedese          |
| 1^ Breitenfeld        | 23 000          | 35 000            | 3550            | 23 600            | Decisiva vittoria svedese |
| Rain                  | 40 000          | 25 000            | 2000            | 3000              | Decisiva vittoria svedese |
| Wiesloch              | N/A             | N/A               | N/A             | N/A               | Vittoria svedese          |
| Alte Veste            | 46 000          | 40 000            | 2500            | 2000              | Vittoria imperiale        |
| Lützen                | 19 000          | 22 000            | 3400            | 5000              | Vittoria svedese          |
| Oldendorf             | 13 000          | 25 000            | 700             | 6000              | Decisiva vittoria svedese |
| Nördlingen            | 25 600          | 34 000            | 6000            | 3500              | Vittoria imperiale        |
| Wittstock             | 16 000          | 22 000            | 3100            | 7000              | Decisiva vittoria svedese |
| Rheinfelden           | 12 000          | 25 000            | 1968            | 4000              | Vittoria svedese          |
| Chemnitz              | 20 000          | 8000              | Minori          | più di 1500       | Decisiva vittoria svedese |
| 2^ Breitenfeld        | 15 000          | 25 000            | 2000            | 10 000            | Decisiva vittoria svedese |
| Jüterbog              | 16 000          | 15 000            | Minori          | 3800              | Vittoria svedese          |
| Jankau                | 16 000          | 16 000            | 1500            | 10 000            | Decisiva vittoria svedese |
| Zusmarshausen         | 11 000          | 10 000            | Minori          | 2000              | Vittoria franco-svedese   |
| Lens                  | 16 000          | 18 000            | 3500            | 10 000            | Vittoria franco-svedese   |
| Praga                 | 13 500          | 2000              | 500             | 694               | Discussa                  |